# Liste de films produits par Metro-Goldwyn-Mayer

## Production

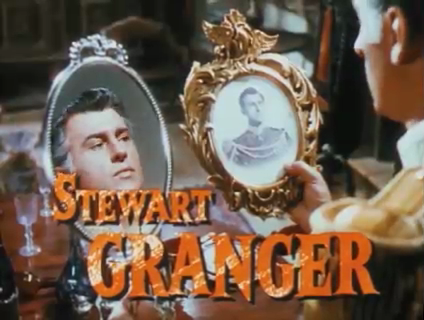
Stewart Granger spécialiste des films d'aventure des années 1950 dans Le Prisonnier de Zenda (1952)

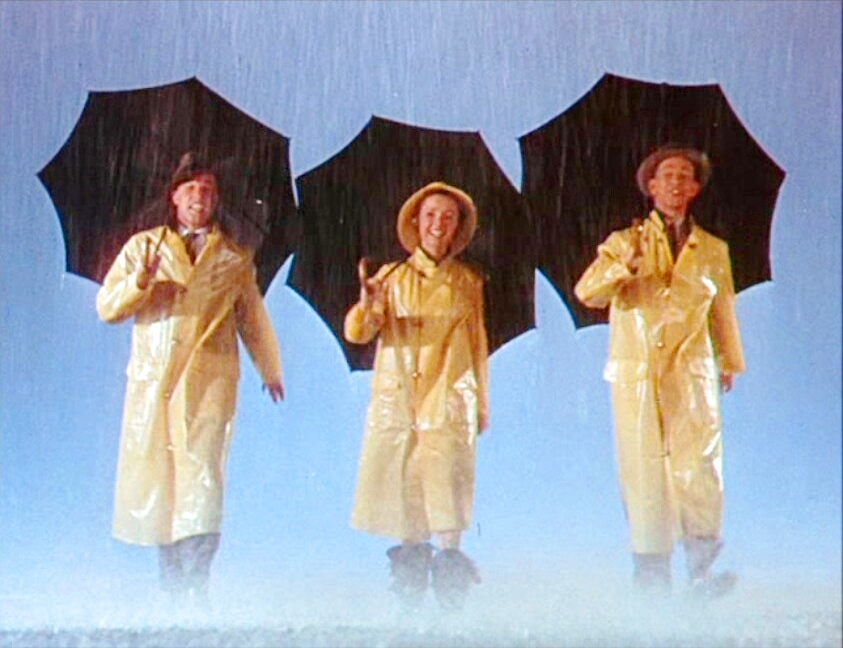
Gene Kelly, Stanley Donen, Arthur Freed les artisans de génie de Chantons sous la pluie (1952)

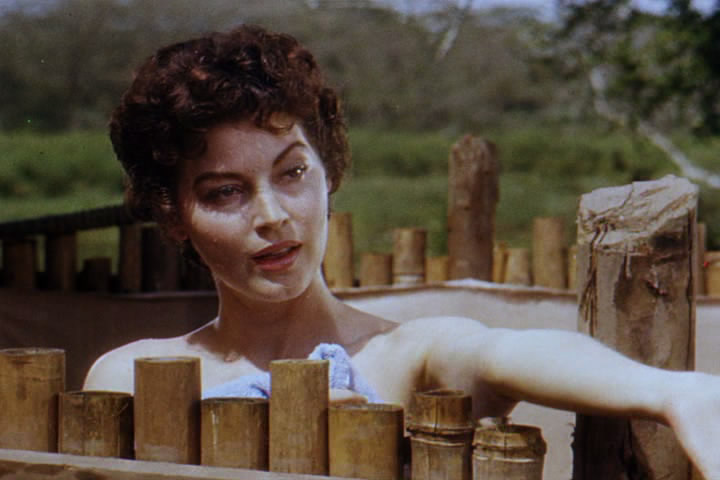
Ava Gardner, « le plus bel animal du monde », dans Mogambo (1953)

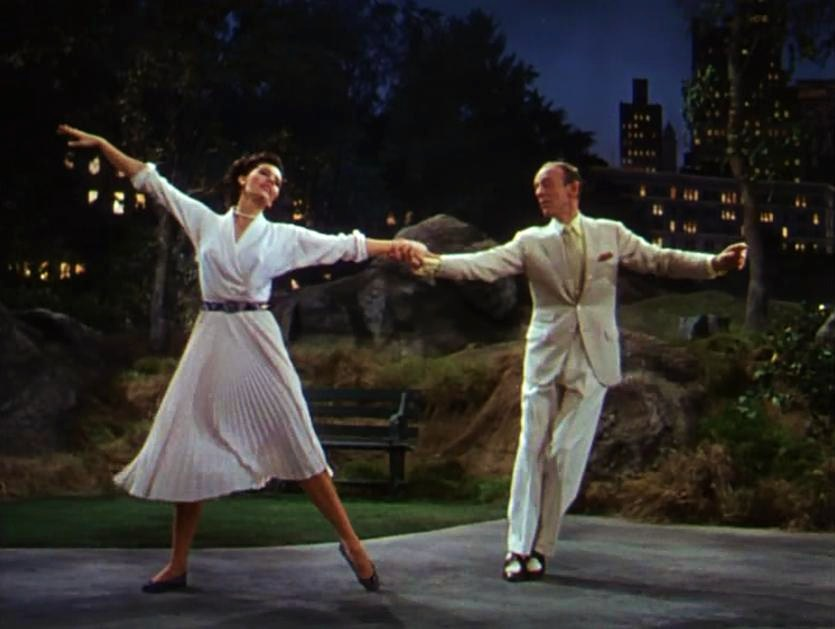
Cyd Charisse et Fred Astaire dansent dancing in the dark pour Tous en scène (1953)

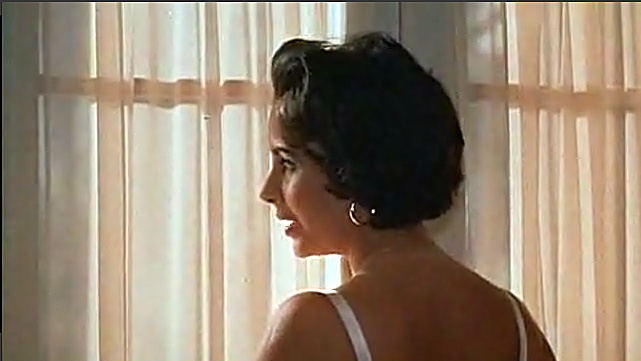
Elizabeth Taylor dans un de ses meilleurs films à la MGM, La Chatte sur un toit brûlant (1958)

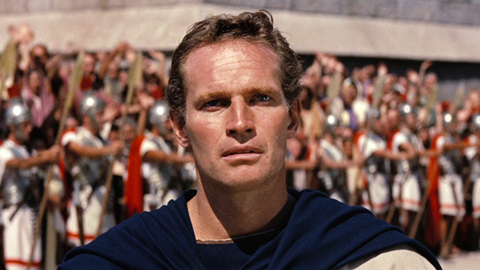
Ben-Hur (1959), un triomphe de la MGM

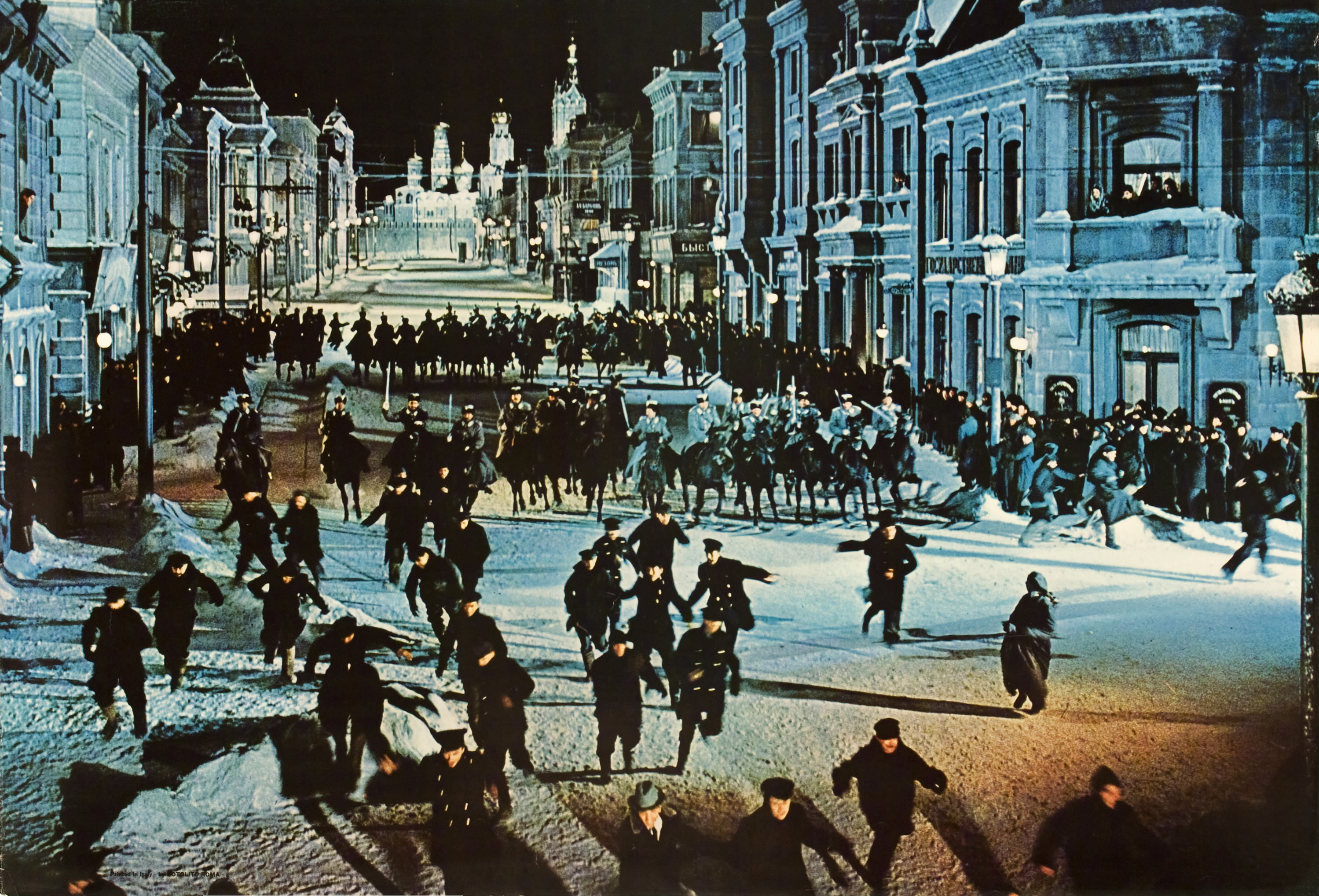
Une scène du Docteur Jivago (1965), film aux cinq Oscars

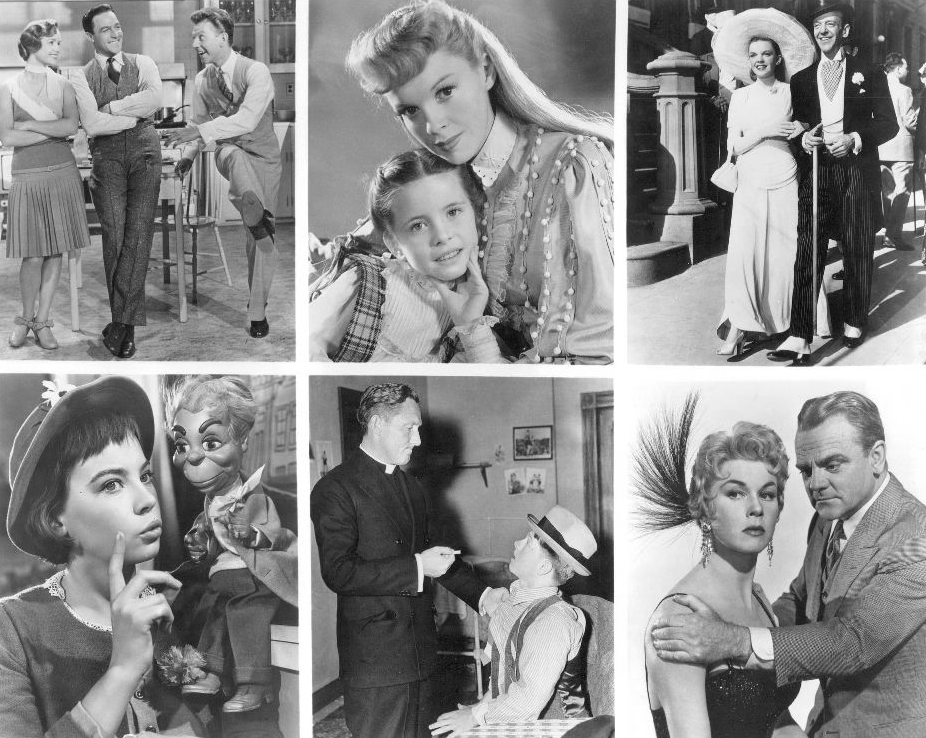
Documentaire à la gloire de la MGM Il était une fois Hollywood (1974)

Par date de première sortie en salles

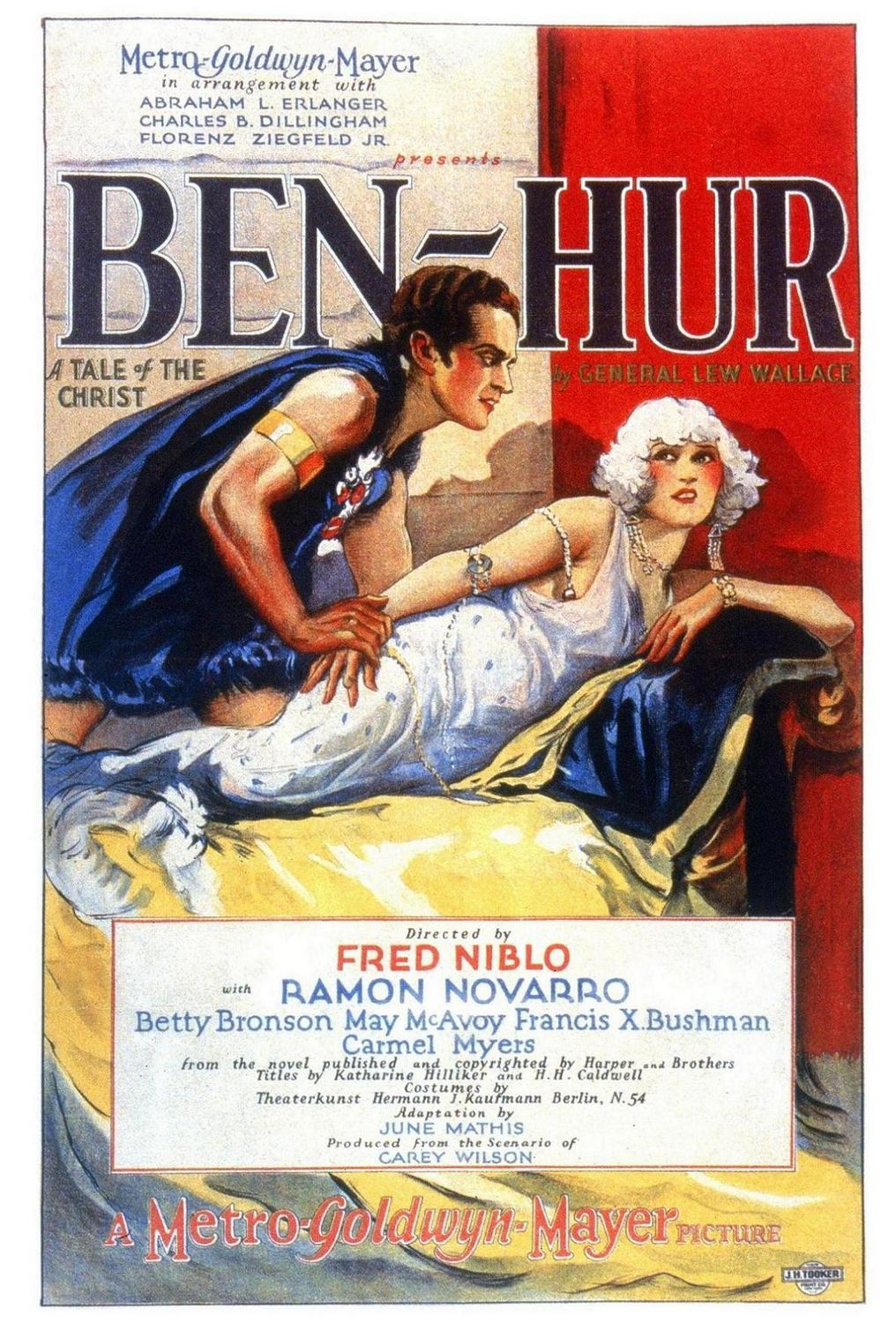
Ben-Hur succès retentissant de la MGM en 1925

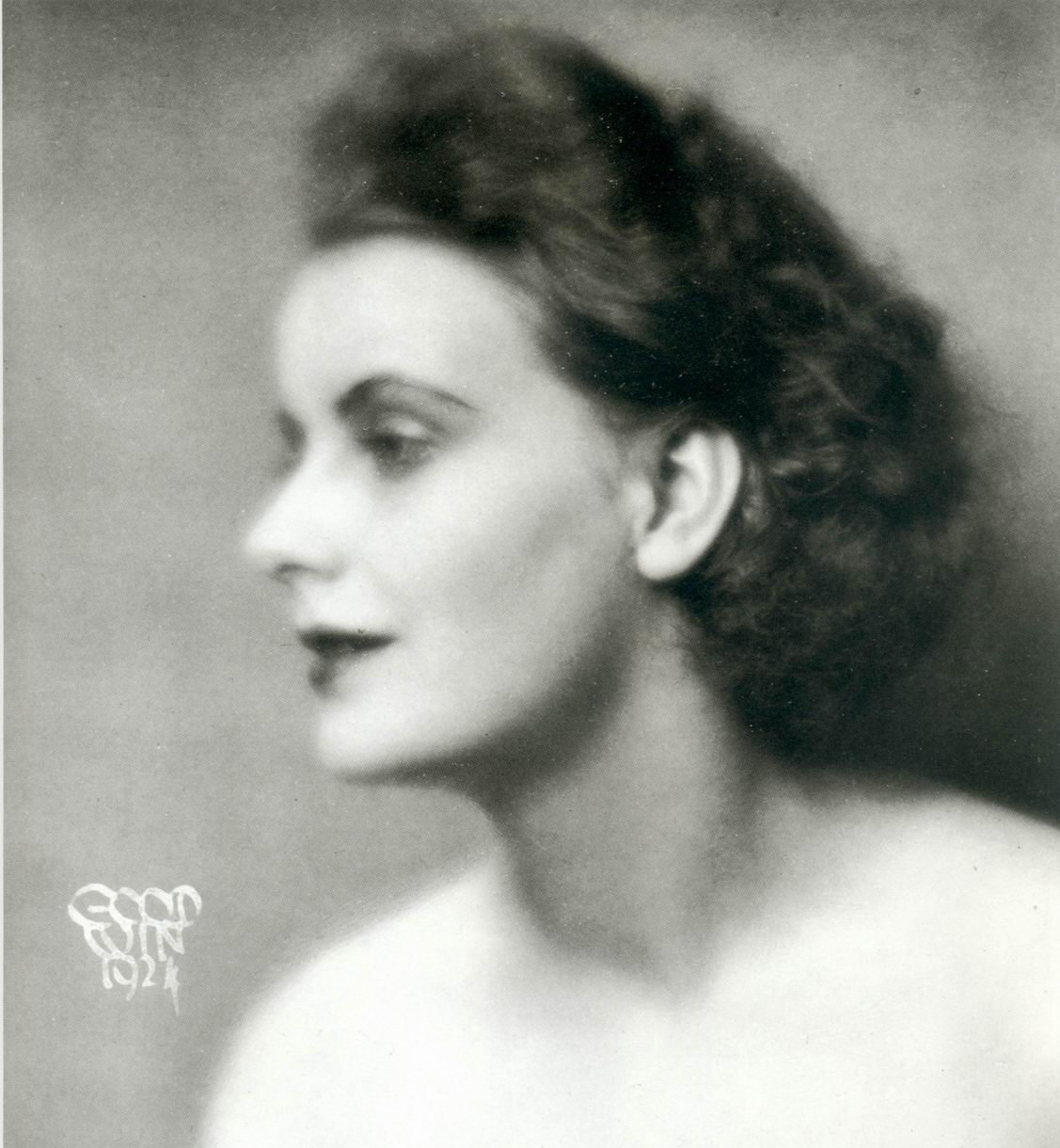
Greta Garbo en 1924 ; la star fera toute sa carrière hollywoodienne à la MGM

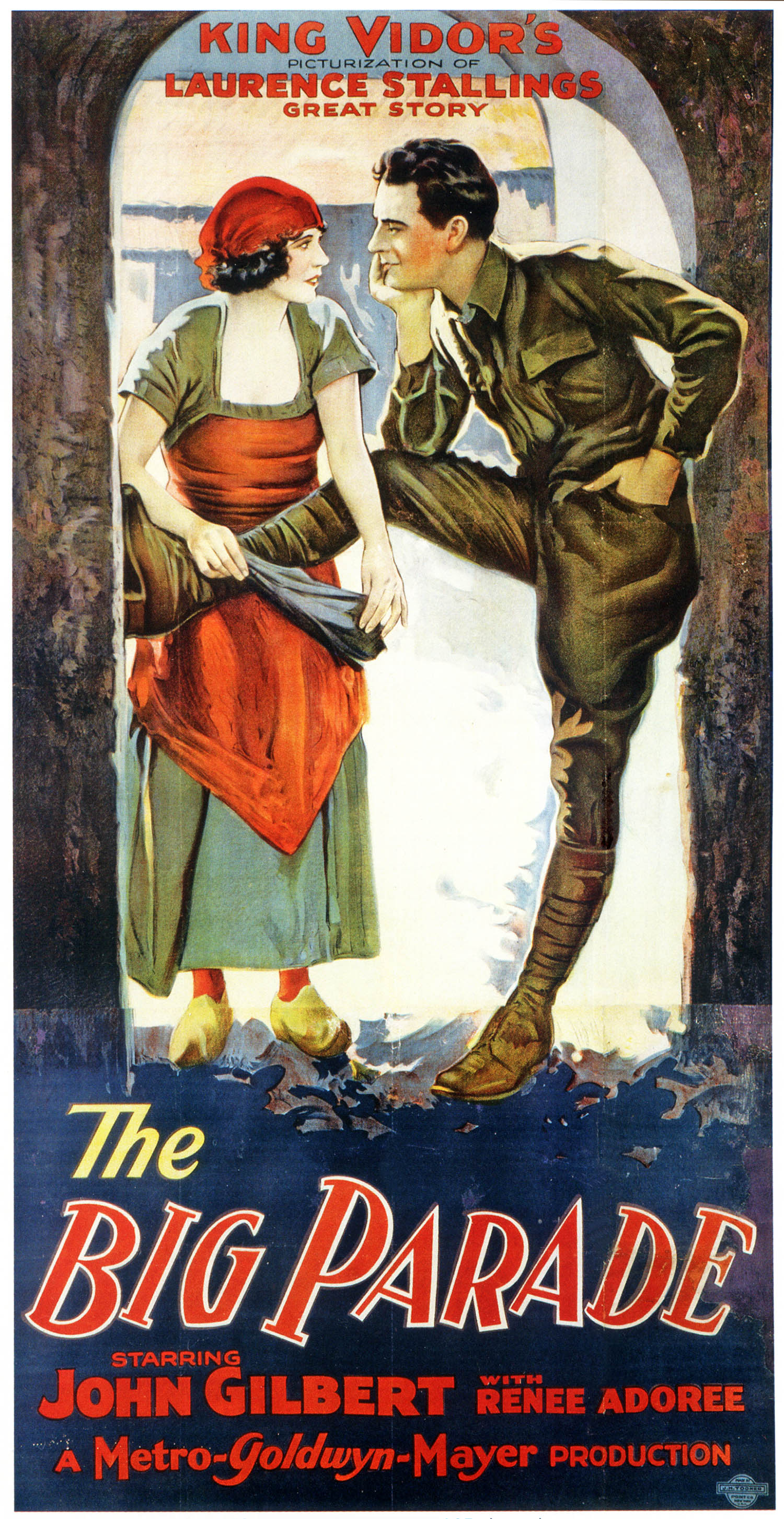
John Gilbert, star du muet, à l'affiche d'un film de King Vidor, en 1925

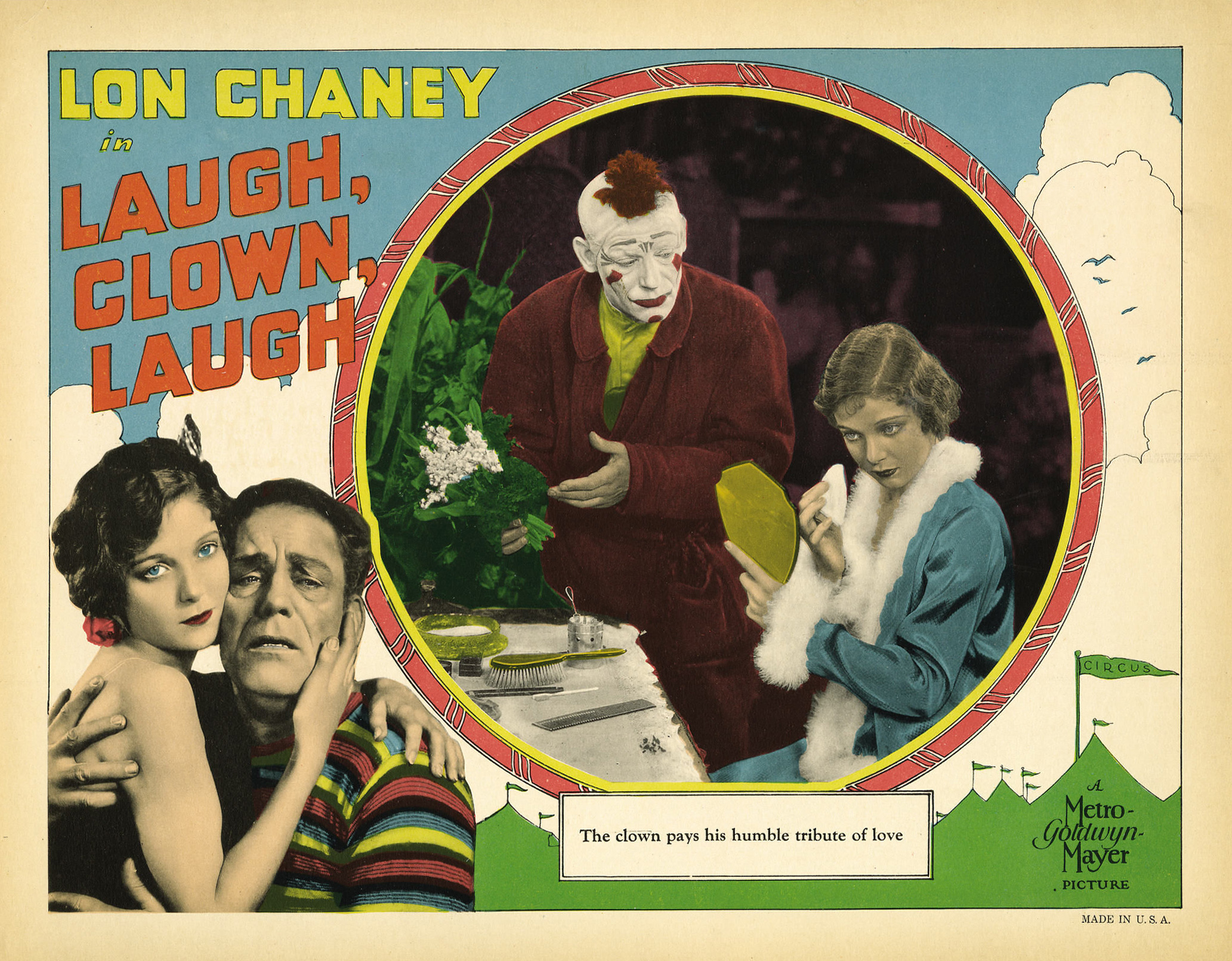
Lon Chaney « l’homme aux mille visages » dans Ris donc, Paillasse ! (1928) avec Loretta Young

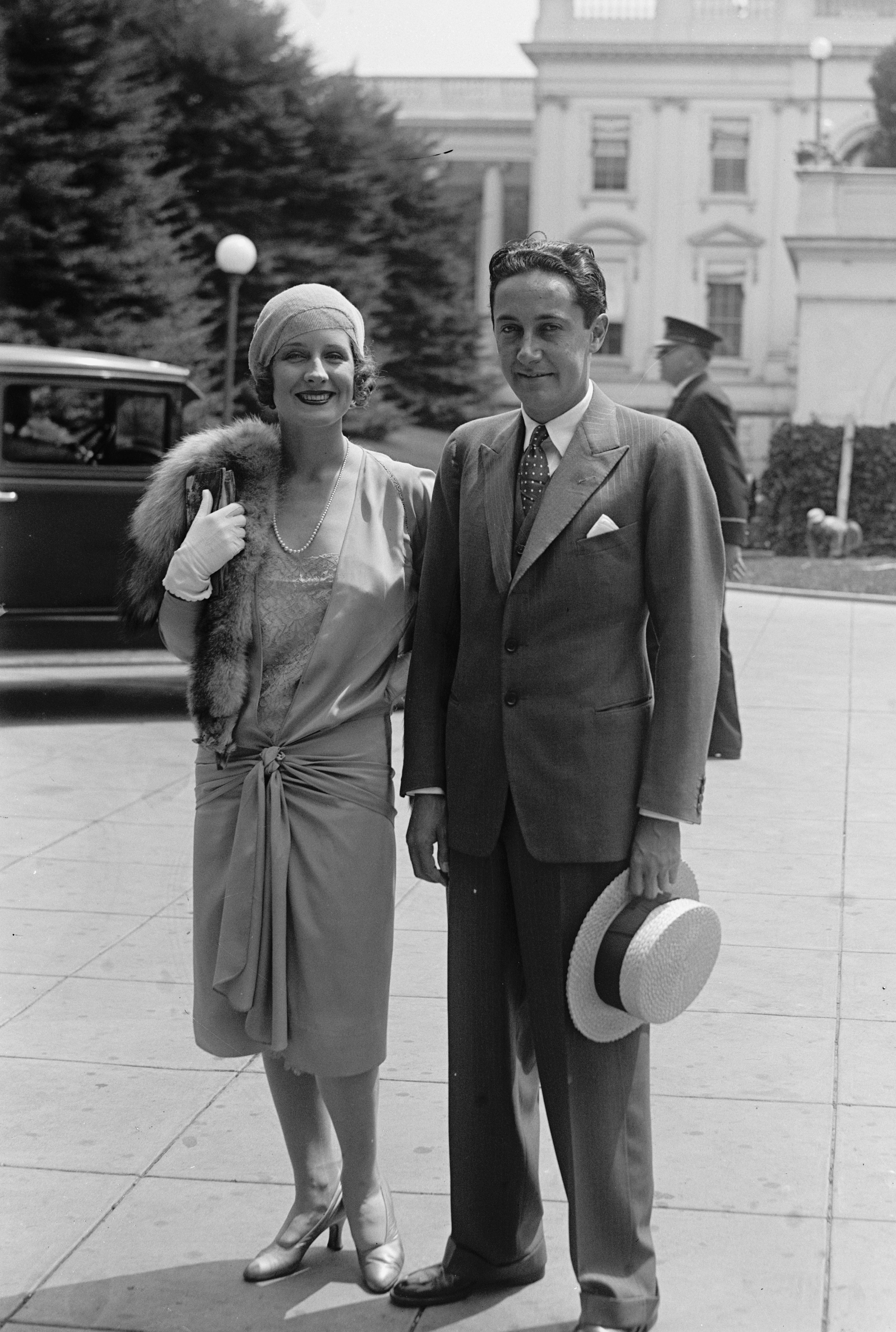
Irving Thalberg et sa femme Norma Shearer, respectivement producteur et actrice de nombreux succès de la MGM

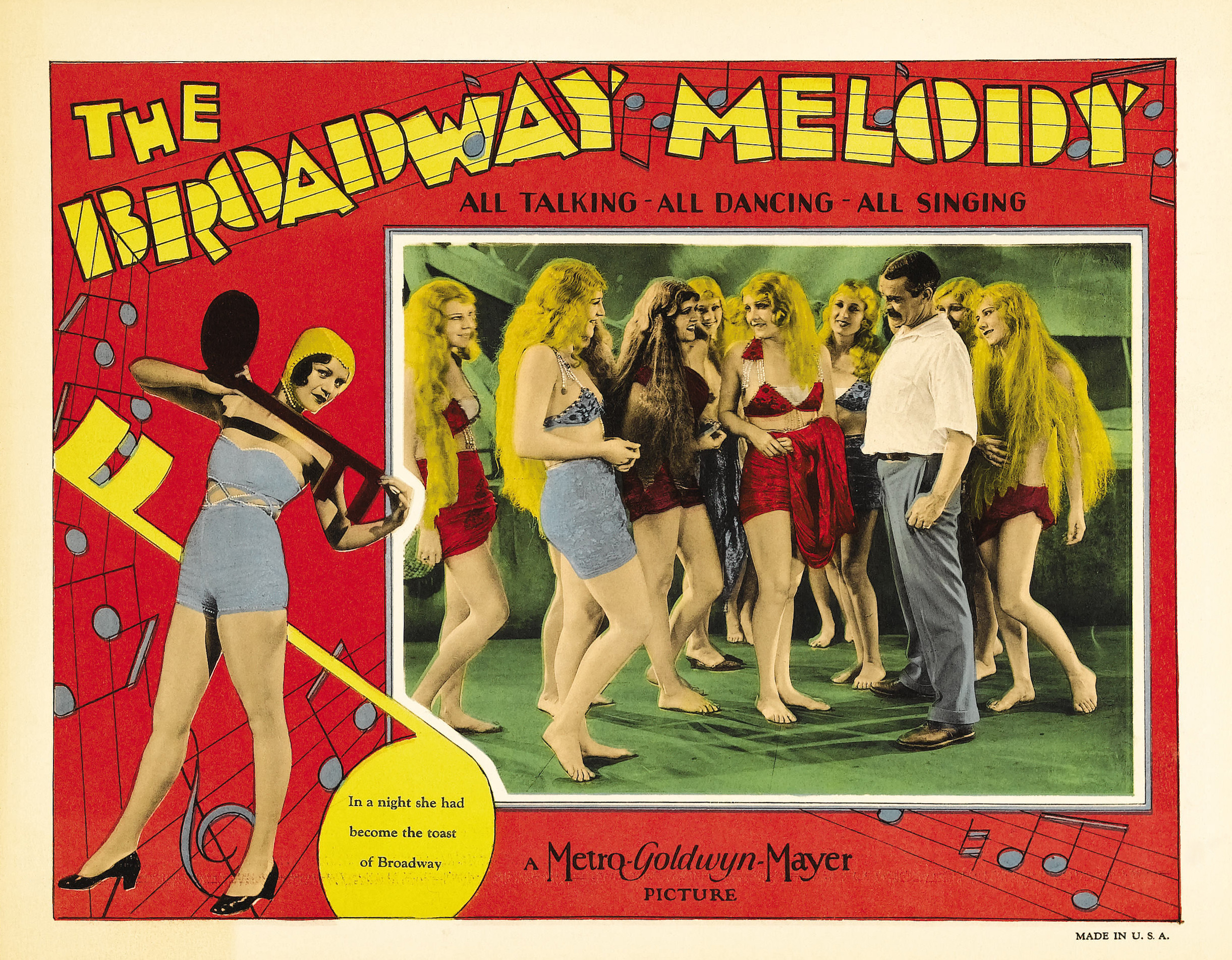
Un des premiers films entièrement parlant de la MGM, The Broadway Melody (1929), Oscar du meilleur film

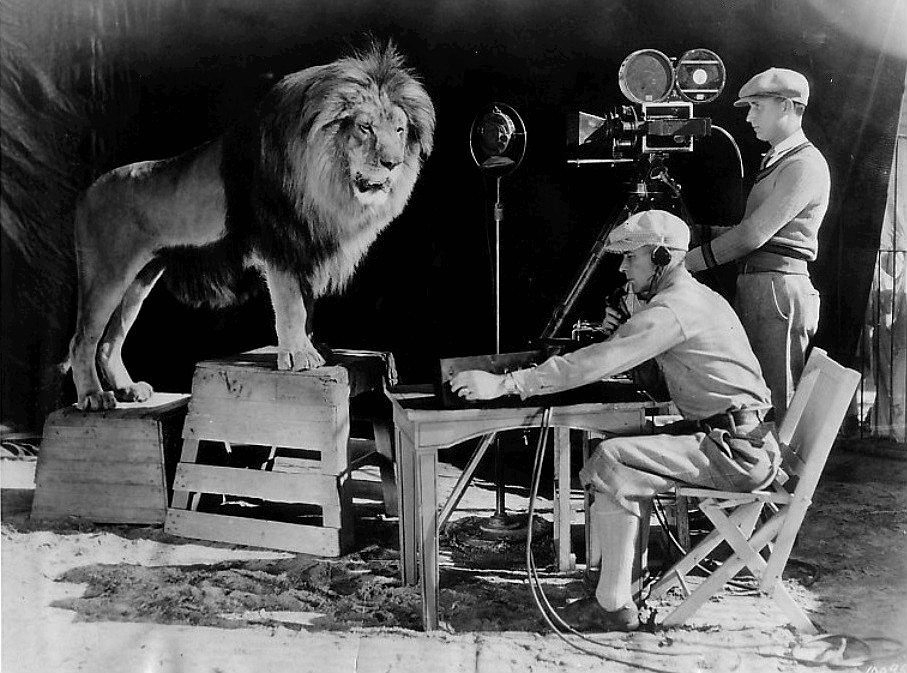
Léo, le fameux lion, affronte l'épreuve du micro et va rugir aux génériques des films MGM

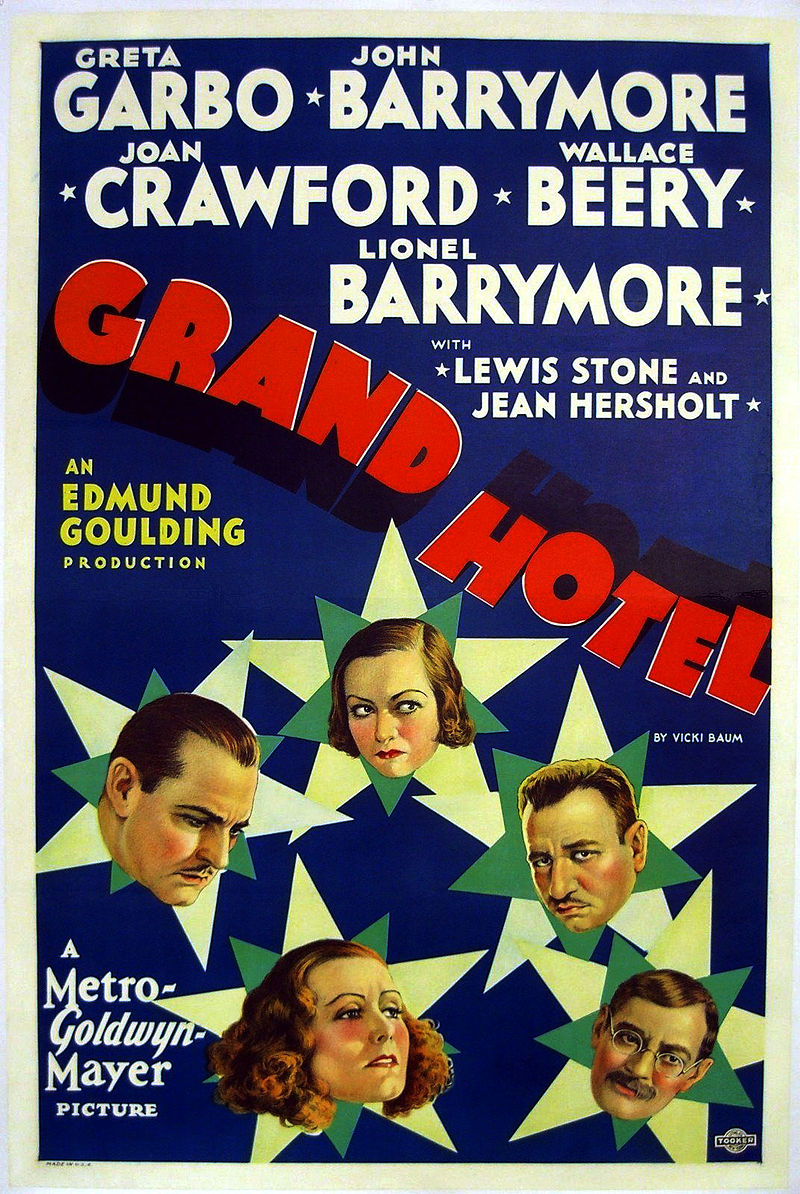
Une réunion de stars pour Grand Hotel (1932), second Oscar du meilleur film de la MGM

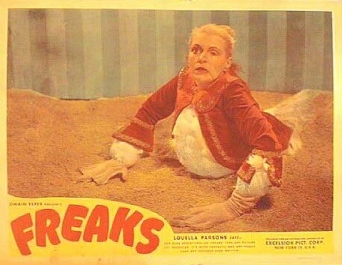
Le réalisateur Tod Browning a fait ses derniers films à la MGM, dont le célèbre La Monstrueuse Parade (Freaks) (1932)

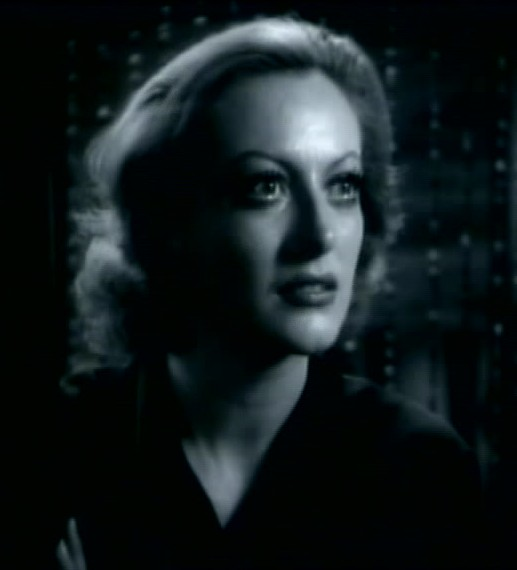
Joan Crawford, dix-huit ans de règne à la MGM, dans Pluie (1932)

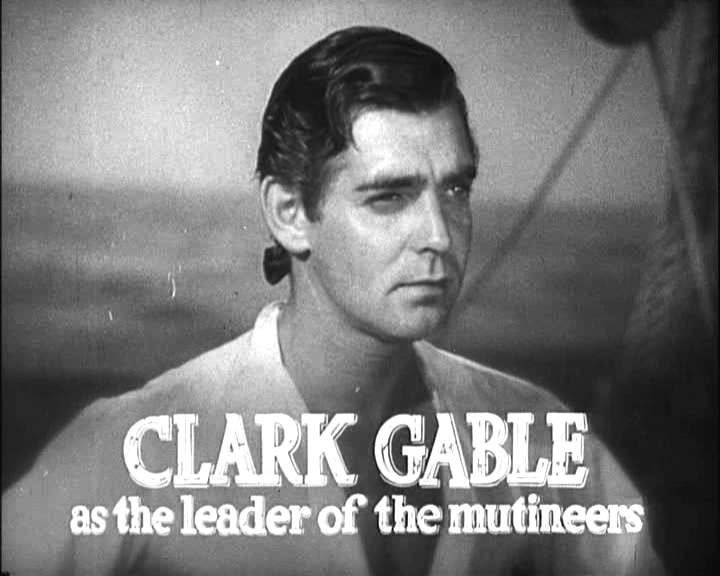
Clark Gable, élu roi de Hollywood, dans Les Révoltés du Bounty

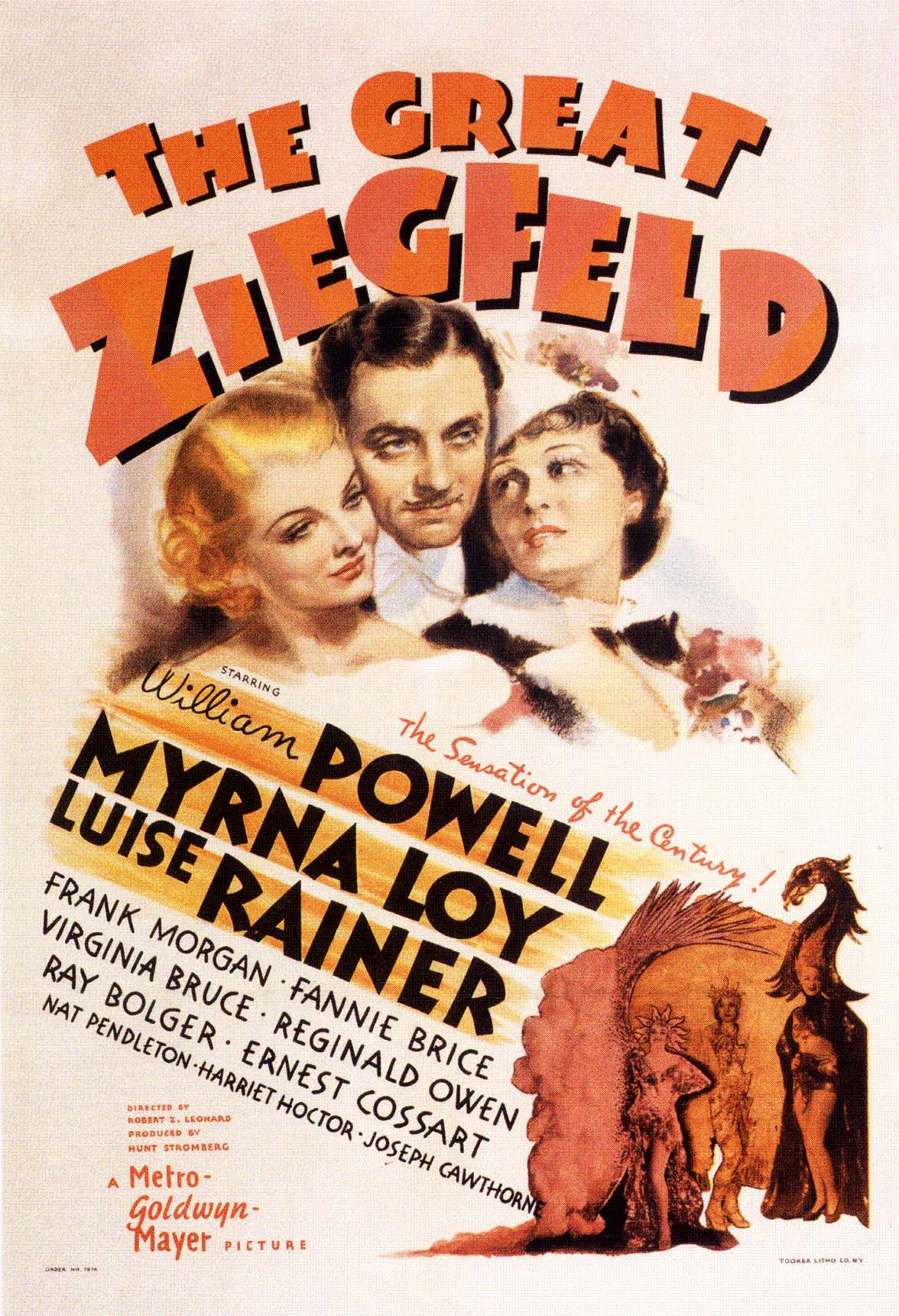
Le Grand Ziegfeld, Oscar du meilleur film en 1937

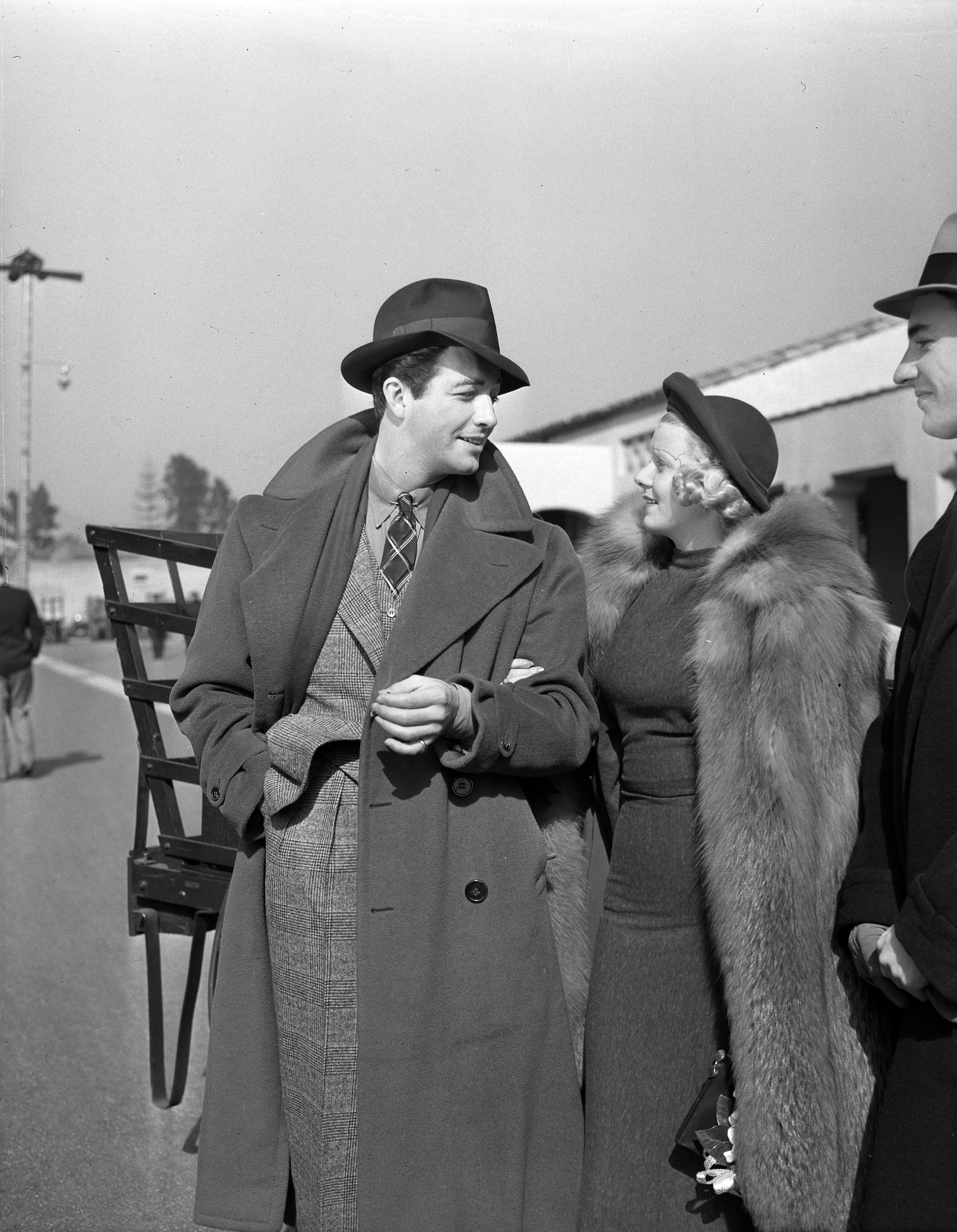
Robert Taylor et Jean Harlow, deux stars de la MGM en 1937

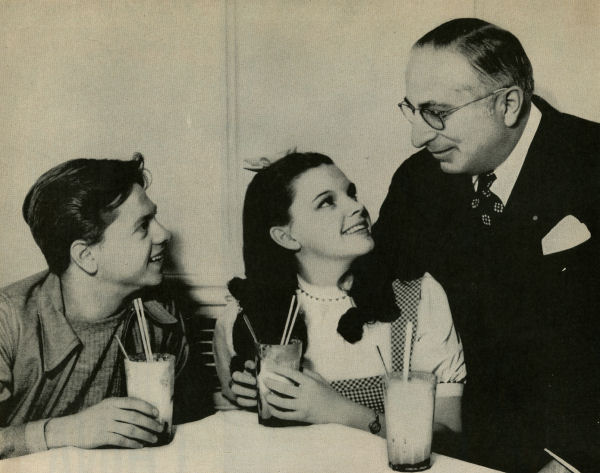
Mickey Rooney et Judy Garland « deux filons » de la MGM en compagnie de Louis B. Mayer

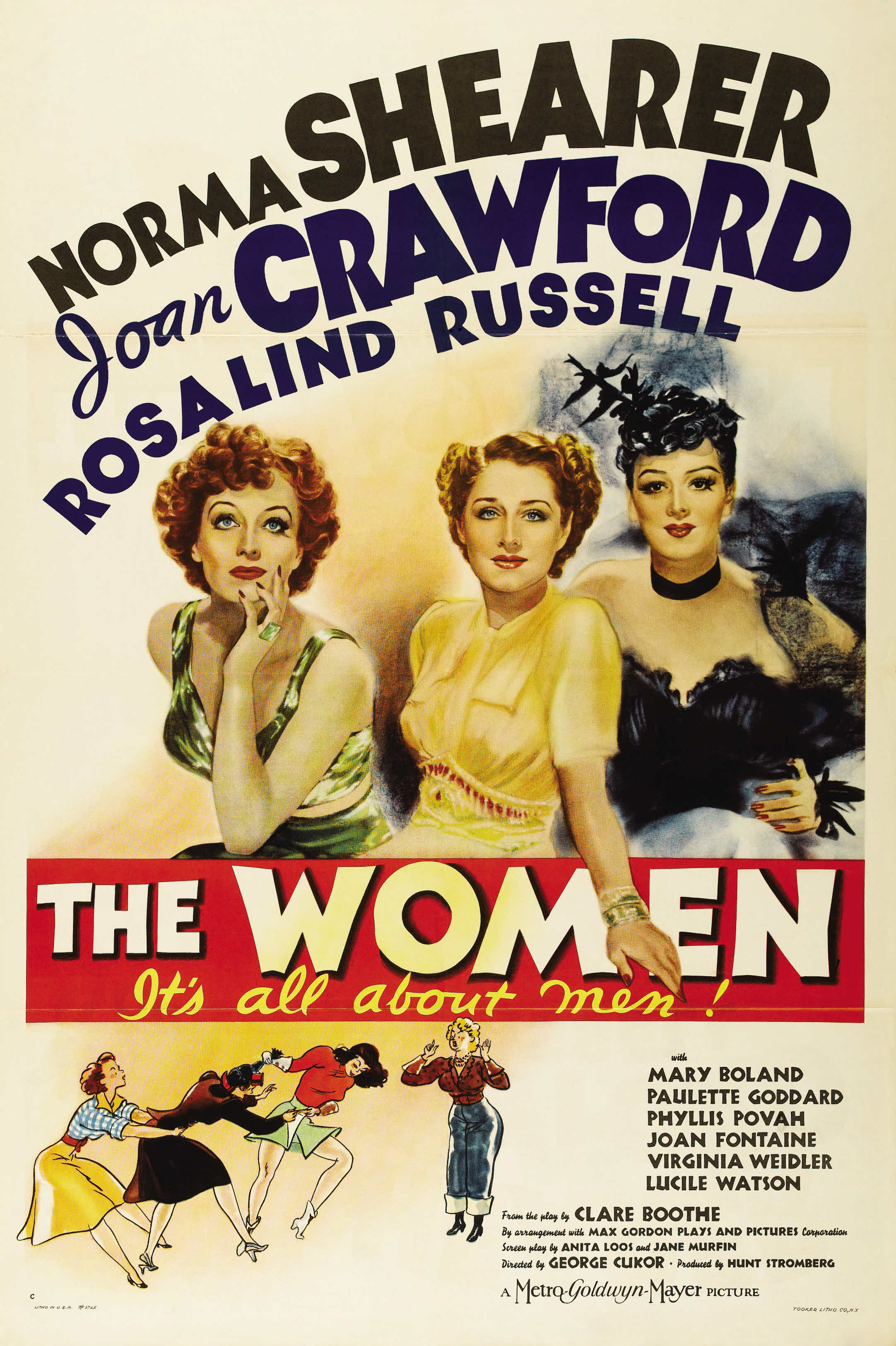
Un casting exclusivement féminin pour Femmes (1939)

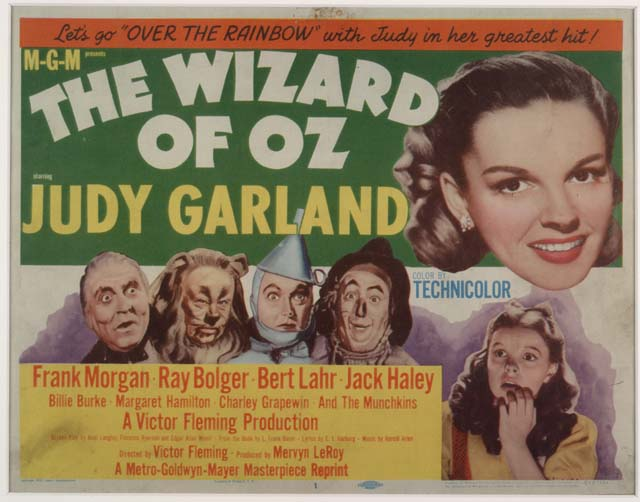
Affiche du film Le Magicien d'Oz (1939), qui au fil des ans deviendra un classique du cinéma

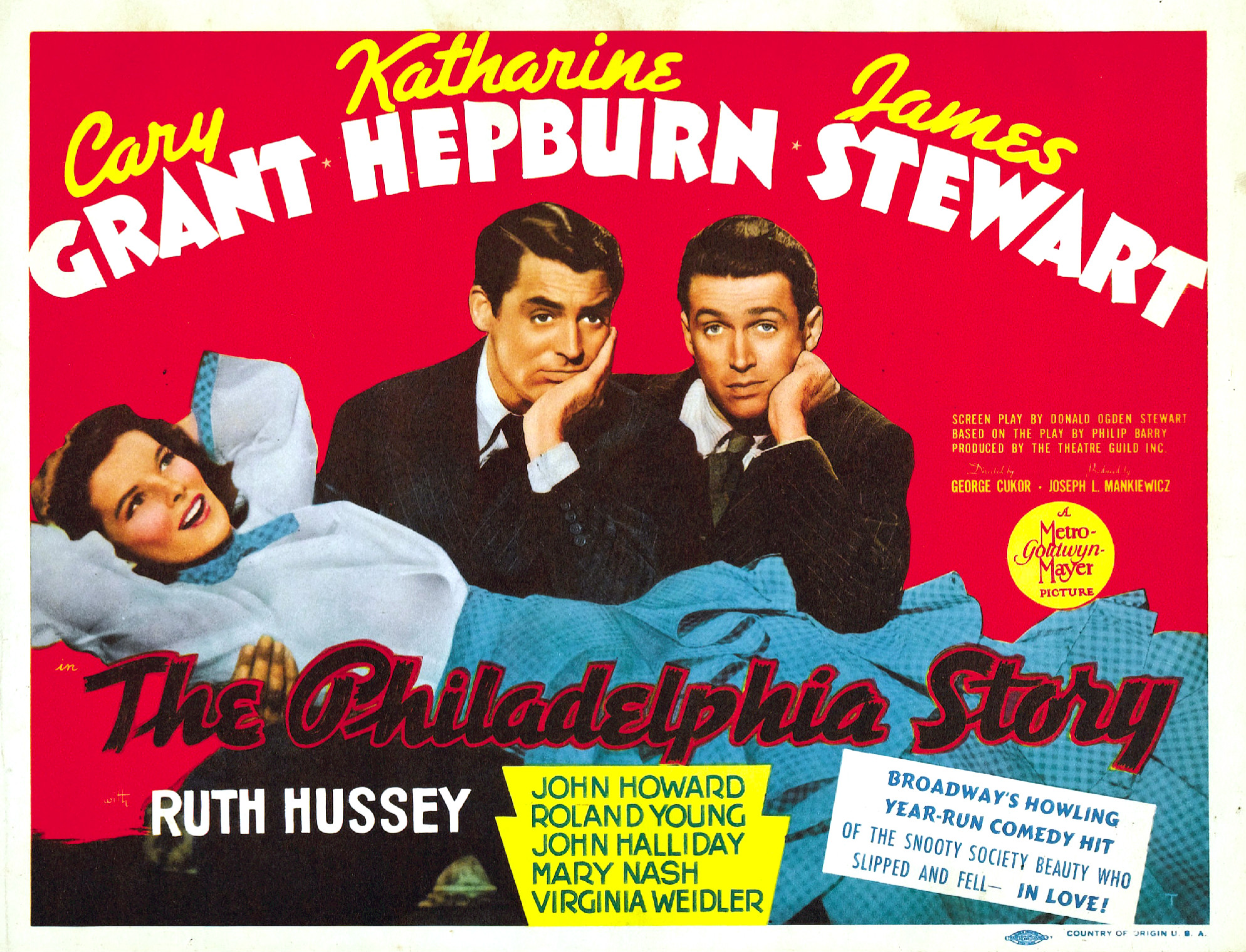
Indiscrétions (1940), chef-d'œuvre de la comédie américaine

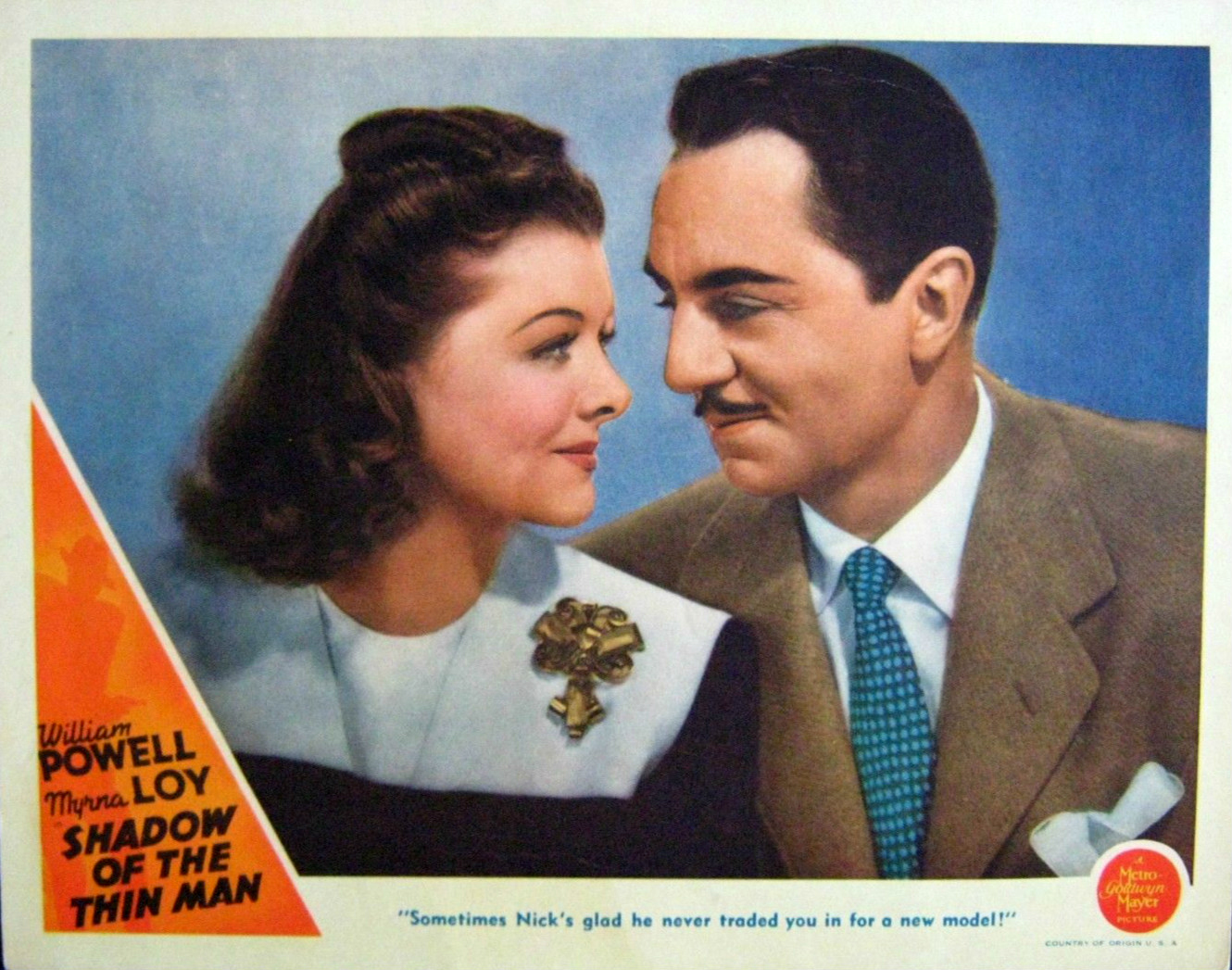
Myrna Loy et William Powell, célèbre couple de l’écran, dans Rendez-vous avec la mort (1941), quatrième film de la série L’introuvable.

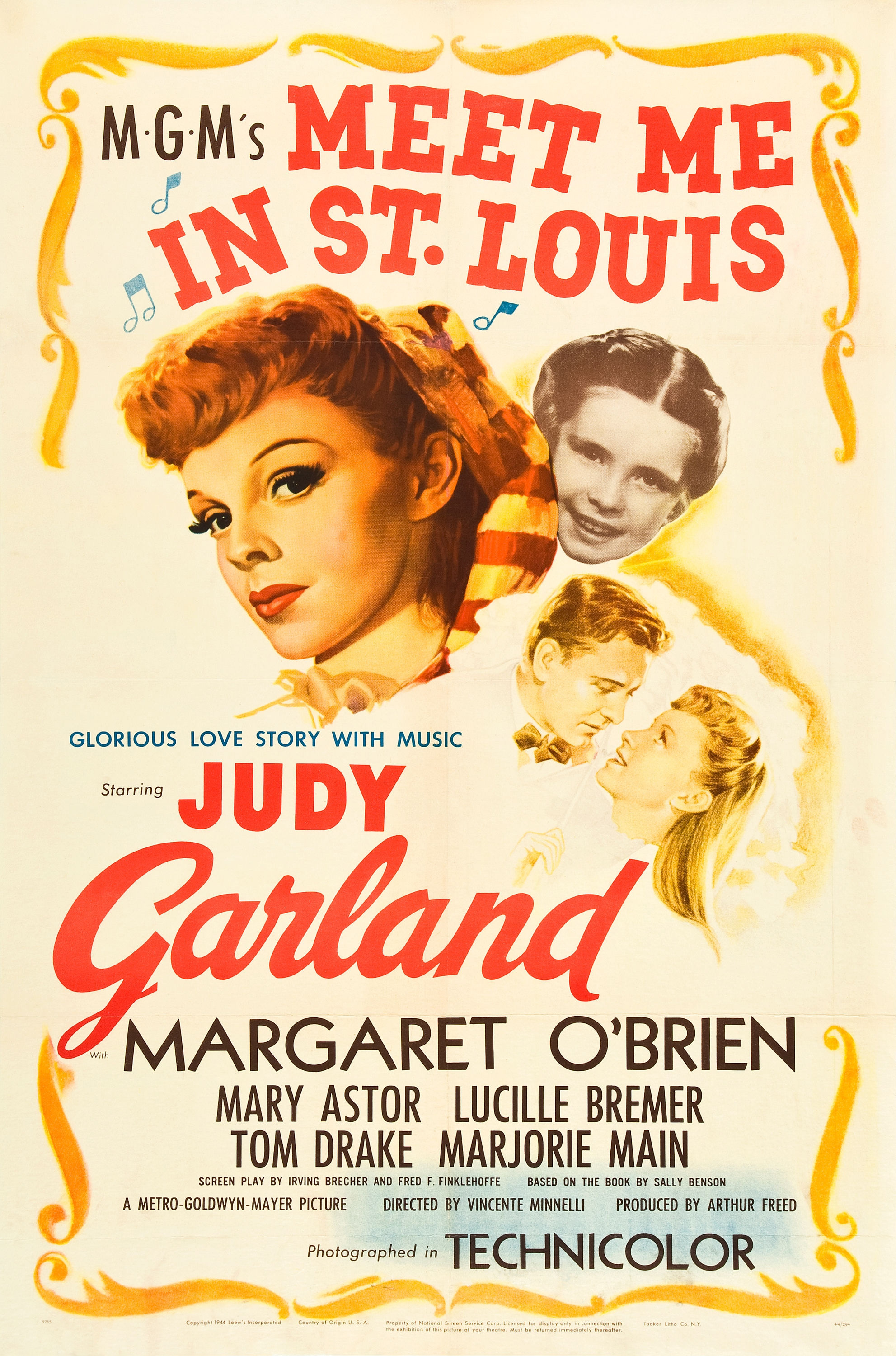
Vincente Minnelli brillanr réalisateur du film Le Chant du Missouri (1944)

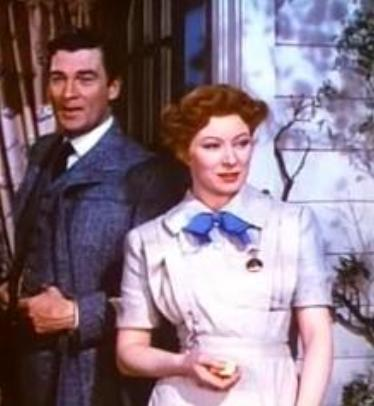
Walter Pidgeon et Greer Garson, le couple populaire des années 1940, dans Les Oubliés (1944)

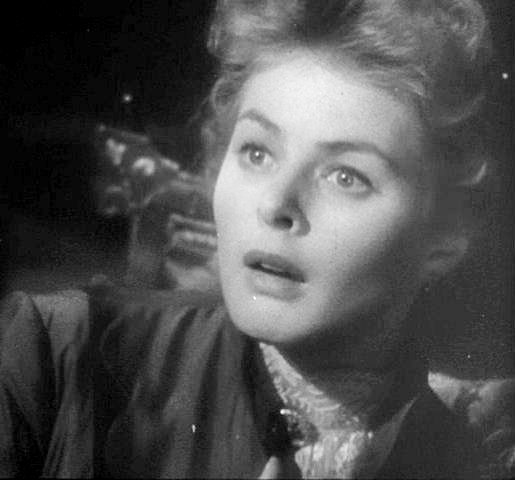
Ingrid Bergman récompensée par un oscar dans Hantise (1944)

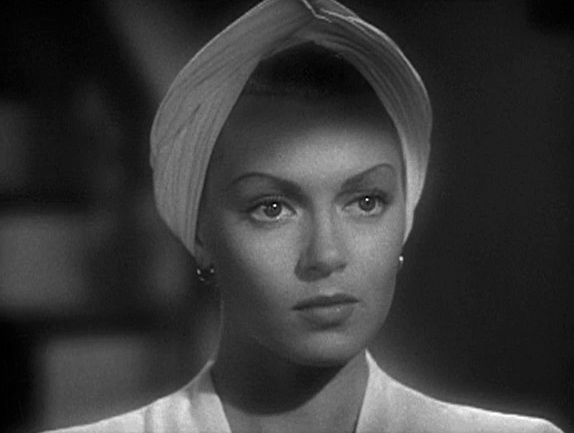
Lana Turner, star de la MGM, dans une des rares incursions de la compagnie dans le film noir, Le facteur sonne toujours deux fois (1946)

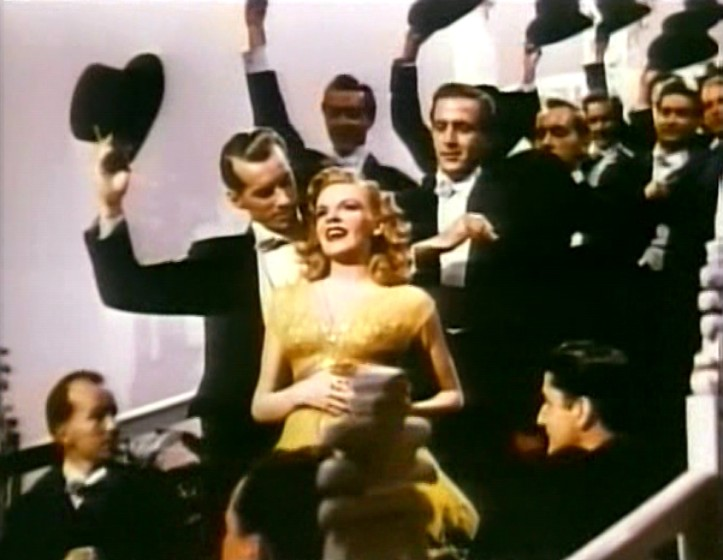
Judy Garland reine de la comédie musicale MGM

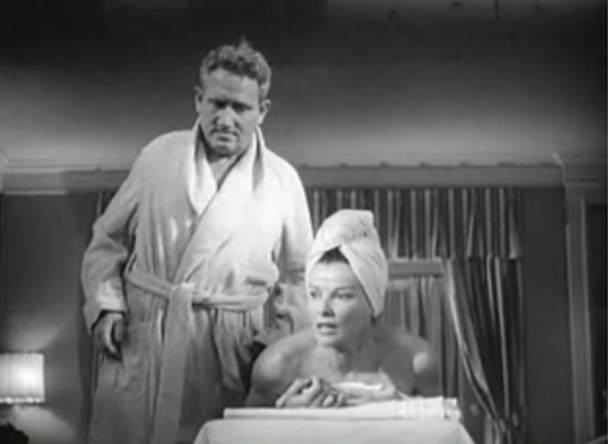
Spencer Tracy et Katharine Hepburn tournèrent six films à la MGM dont Madame porte la culotte (1949)

Renouveau du film à grand spectacle et du péplum avec Quo vadis ? (1951)

### Années 1920

#### 1924
- Larmes de clown (He who gets slapped) de Victor Sjöström

#### 1925
- A Slave of Fashion d'Hobart Henley
- Ben-Hur (Ben-Hur: A Tale of the Christ) de Fred Niblo
- La Grande Parade (The Big Parade) de King Vidor
- Poupées de théâtre (Sally, Irene and Mary) d'Edmund Goulding
- Pretty Ladies de Monta Bell
- La Tour des mensonges (The Tower of Lies) de Victor Sjöström

#### 1926
- Le Balourd (The Boob) de William A. Wellman
- La Chair et le Diable (Flesh and the Devil) de Clarence Brown
- Le Cirque du diable (The Devil's Circus) de Benjamin Christensen
- Paris de Edmund Goulding
- La Tentatrice (The Temptress) de Fred Niblo

#### 1927
- Anna Karénine (Love) d'Edmund Goulding
- Le Bateau ivre (Twelve Miles Out) de Jack Conway
- Les Écumeurs du Sud (Winners of the Wilderness) de W. S. Van Dyke
- L'Inconnu (The Unknown) de Tod Browning
- L'Irrésistible (West Point) de Edward Sedgwick
- La Morsure (The Show) de Tod Browning
- Londres après minuit (London After Midnight) de Tod Browning
- Quality Street de Sidney Franklin
- Taxi-girl (The Taxi Dancer) de Harry F. Millarde
- Le Temps des cerises (Spring Fever) de Edward Sedgwick
- The Understanding Heart de Jack Conway

#### 1928
- La Belle Ténébreuse (The Mysterious Lady) de Fred Niblo
- Le Cameraman (The Cameraman) de Buster Keaton
- Cœur de tzigane (Dream of Love) de Fred Niblo
- La Femme divine (The Divine Woman) de Victor Sjöström
- La Mauvaise Route (The Law of the Range) de William Nigh
- Les Nouvelles vierges (Our dancing daughters) d'Harry Beaumont
- La Prison du cœur (Four Walls) de William Nigh
- Ris donc, Paillasse ! (Laugh, Clown, Laugh) de Herbert Brenon
- Rose-Marie de Lucien Hubbard
- Un soir à Singapour (Across to Singapore) de William Nigh

#### 1929
- Le Baiser (The Kiss) de Jacques Feyder
- The Broadway Melody de Harry Beaumont
- Le Figurant (Spite Marriage) de Buster Keaton
- Hollywood chante et danse (The Hollywood Revue of 1929) de Charles Reisner
- Indomptée (Untamed) de Jack Conway :
- Jeunes filles modernes (Our Modern Maidens) de Jack Conway
- Le Procès de Mary Dugan (The Trial of Mary Dugan) de Bayard Veiller
- Their Own Desire de E. Mason Hopper
- Tide of Empire de Allan Dwan
- La Tournée du grand duc (The Duke Steps Out) de James Cruze

### Années 1930

#### 1930
- Anna Christie de Clarence Brown
- Big House de George William Hill
- Billy the Kid de King Vidor
- La Divorcée (The Divorcee) de Robert Z. Leonard
- Madame Satan (Madam Satan) de Cecil B. DeMille
- Min and Bill de George William Hill
- Montana Moon de Malcolm St. Clair
- Our Blushing Brides de Harry Beaumont
- Paid de Sam Wood
- Romance de Clarence Brown
- Si l'empereur savait ça de Jacques Feyder
- The Unholy Three de Jack Conway

#### 1931
- Âmes libres (A Free Soul) de Clarence Brown
- Big House de George W. Hill
- Buster se marie (Parlor, Bedroom and Bath) de Buster Keaton
- Le Champion (The Champ) de King Vidor
- La Courtisane (Susanne Lenox (Her Rise and Fall)) de Robert Z. Leonard
- Fascination (Possessed) de Clarence Brown
- La Faute de Madelon Claudet (The Sin of Madelon Claudet) d'Edgar Selwyn
- Le Grand Amour (The Great Lover) d'Harry Beaumont
- L'Inspiratrice (Inspiration) de Clarence Brown
- Le Mari de l'Indienne (The Squaw Man) de Cecil B. DeMille
- Mata Hari de George Fitzmaurice
- La Pécheresse (Laughing sinners) d'Harry Beaumont
- La Pente (Dance fools, danse) d'Harry Beaumont
- La Sœur blanche (The White Sister) de Victor Fleming
- Son of India de Jacques Feyder
- Trader Horn de W. S. Van Dyke
- Tribunal secret (The Secret Six) de George W. Hill
- This Modern Age de Nick Grinde
- Vies privées (Private Lives) de Sidney Franklin

#### 1932
- Arsène Lupin de Jack Conway
- La Belle de Saïgon (Red Dust) de Victor Fleming
- La Bête de la cité (The Beast of the City) de Charles Brabin
- Captive (Letty Lynton) de Clarence Brown
- Chagrin d'amour (Smilin' Through) de Sidney Franklin
- Comme tu me veux (As You Desire Me) de George Fitzmaurice
- Emma de Clarence Brown
- Faithless de Harry Beaumont
- La Femme aux cheveux rouges (Red-Headed Woman) de Jack Conway
- La Monstrueuse Parade (Freaks) de Tod Browning
- Grand Hotel d'Edmund Goulding
- Le Masque d'or (The Mask of Fu Manchu) de Charles Brabin
- Pluie (Rain) de Lewis Milestone
- Raspoutine et l’Impératrice (Rasputin And The Empress) de Richard Boleslawski
- Strange Interlude de Robert Z. Leonard
- Tarzan l'homme singe (Tarzan the Ape Man) de W. S. Van Dyke

#### 1933
- Après nous le déluge (Today We live) d'Howard Hawks
- Au pays du rêve (Going Hollywood) de Raoul Walsh
- Le Chant du Nil (The Barbarian) de Sam Wood
- Dans tes bras (Hold Your Man) de Sam Wood
- Eskimo de W. S. Van Dyke
- Les Invités de huit heures (Dinner at Eight) de George Cukor
- Mademoiselle volcan (Bombshell) de Victor Fleming
- Mais une femme troubla la fête (When Ladies Meet) de Harry Beaumont
- La Reine Christine (Queen Christina) de Rouben Mamoulian
- Rose de minuit (Midnight Mary) de William A. Wellman
- Le Secret de Madame Blanche (The secret of Madame Blanche) de Charles Brabin
- Le Tourbillon de la danse (Dancing Lady) de Robert Z. Leonard
- Tugboat Annie de Mervyn LeRoy
- Un cœur, deux poings (The Prizefighter and the Lady) de W. S. Van Dyke
- Vol de nuit (Night Flight) de Clarence Brown

#### 1934
- La Belle du Missouri (The Girl from Missouri) de Jack Conway
- L'Espionne Fräulein Doktor (Stamboul Quest) de Sam Wood
- Les Hommes en blanc (Men in White) de Richard Boleslawski
- L'Île au trésor (Treasure Island) de Victor Fleming
- The Thin Man de W. S. Van Dyke
- La Joyeuse Fiancée (The Gay Bride) de Jack Conway
- Pilote d'essai (Test Pilot) de Victor Fleming
- Miss Barrett (The Barretts of Wimpole Street) de Sidney Franklin
- Souvent femme varie (Forsaking all others) de W. S. Van Dyke
- Tarzan et sa compagne (Tarzan and His Mate) de Cedric Gibbons et Jack Conway
- Le Témoin imprévu (Evelyn Prentice) de William K. Howard
- La Veuve joyeuse (The Merry widow) d'Ernst Lubitsch
- Viva Villa ! de Jack Conway
- Vivre et aimer (Sadie McKee) de Clarence Brown
- Le Voile des illusions (The Painted Veil) de Richard Boleslawski
- A Wicked Woman de Charles Brabin

#### 1935
- Anna Karénine (Anna Karenina) de Clarence Brown
- Chronique mondaine (After Office Hours) de Robert Z. Leonard
- David Copperfield (The Personal History, Adventures, Experience, and Observation of David Copperfield, the Younger) de George Cukor
- La Femme de sa vie (No more ladies) de George Cukor et Edward H. Griffith
- La Fugue de Mariette (Naughty Marietta) de W. S. Van Dyke
- Imprudente jeunesse (Reckless) de Victor Fleming
- Les Mains d'Orlac (Mad Love) de Karl Freund
- La Malle de Singapour (China Seas) de Tay Garnett
- La Marque du vampire (Mark of the Vampire) de Tod Browning
- Le Marquis de Saint-Evremont (A Tale of Two Cities) de Jack Conway
- Miss Barrett (The Barretts of Wimpole Street) de Sidney Franklin
- La Naissance d'une étoile (Broadway Melody of 1936) de Roy Del Ruth
- On a volé les perles Koronoff (Whipsaw) de Sam Wood
- Les Hommes traqués (Public Hero n°1), de J. Walter Ruben
- Les Révoltés du Bounty (Mutiny on the Bounty) de Frank Lloyd
- Une nuit à l'opéra (A Night at the Opera) de Sam Wood
- Vivre sa vie (I Live My Life) de W. S. Van Dyke

#### 1936
- L'Amiral mène la danse (Born to Dance) de Roy Del Ruth
- C'est donc ton frère (Our Relations) d'Harry Lachman
- L'Enchanteresse (The Gorgeous Hussy) de Clarence Brown
- La Fièvre des tropiques (His Brother's Wife) de W. S. Van Dyke
- Furie (Fury) de Fritz Lang
- Le Grand Ziegfeld (The Great Ziegfeld) de Robert Z. Leonard
- L'Heure mystérieuse (The Unguarded Hour) de Sam Wood
- La Loi du plus fort (Riffraff) de J. Walter Ruben
- Loufoque et Cie (Love on the Run) de W. S. Van Dyke
- Nick, gentleman détective (After the thin Man) de W. S. Van Dyke
- La Petite Provinciale (Small Town Girl) de William A. Wellman
- Les Poupées du diable (The Devil-Doll) de Tod Browning
- Le Roman de Marguerite Gautier (Camille) de George Cukor
- Roméo et Juliette (Romeo and Juliet) de George Cukor
- Rose-Marie de W. S. Van Dyke
- Sa femme et sa secrétaire (Wife versus Secretary) de Clarence Brown
- San Francisco de W. S. Van Dyke
- Suzy de George Fitzmaurice
- Tarzan s'évade (Tarzan escapes) de Richard Thorpe
- Trouble for Two de J. Walter Ruben
- Une fine mouche (Libeled Lady) de Jack Conway

#### 1937
- Capitaines courageux (Captains Courageous) de Victor Fleming
- Le Chant du printemps (Maytime) de Robert Z. Leonard
- Le Couple invisible (Topper) de Norman Z. McLeod
- L'Espionne de Castille (The Firefly) de Robert Z. Leonard
- La Fin de Mme Cheyney (The Last of Mrs Cheyney) de Richard Boleslawski
- La Force des ténèbres (Night Must Fall), de Richard Thorpe
- La Grande Ville (Big City) de Frank Borzage
- L'Inconnue du palace (The Bride Wore Red) de Dorothy Arzner
- Laurel et Hardy au Far West (Way Out West) de James W. Horne
- Mannequin (Mannequin) de Frank Borzage
- Marie Walewska (The Conquest) de Clarence Brown
- On lui donna un fusil (They Gave Him a Gun) de W. S. Van Dyke
- Le Règne de la joie (Broadway melody of 1938) de Roy Del Ruth
- Rosalie de W. S. Van Dyke
- Saratoga de Jack Conway
- Le Secret des chandeliers (The Emperor's Candlesticks) de George Fitzmaurice
- Thoroughbreds Don't Cry d'Alfred E. Green
- Un jour aux courses (A day at the races) de Sam Wood
- Valet de cœur (Personal Property) de W. S. Van Dyke
- Visages d'orient (The Good Earth) de Sidney Franklin

#### 1938
- Amants (Sweethearts) de W. S. Van Dyke
- L'Ange impur (The Shopworn Angel) de Henry C. Potter
- La Belle Cabaretière (The Girl of the golden West) de Robert Z. Leonard
- Coup de théâtre (Dramatic school) de Robert B. Sinclair
- Des hommes sont nés (Boys Town) de Norman Taurog
- L'Ensorceleuse (The Shining Hour) de Frank Borzage
- La Foule en délire (The Crowd Roars) de Richard Thorpe
- Frou-frou (The Toy Wife) de Richard Thorpe
- Listen, Darling d'Edwin L. Marin
- Man-Proof de Richard Thorpe
- Marie-Antoinette de W. S. Van Dyke
- Les montagnards sont là (Swiss Miss) de John G. Blystone
- Pilote d'essai (Test Pilot) de Victor Fleming
- Toute la ville danse (The Great Waltz) de Julien Duvivier
- Trois Camarades (Three Comrades) de Frank Borzage
- Un envoyé très spécial (Too Hot to Handle) de Jack Conway
- Vive les étudiants (A Yank at Oxford) de Jack Conway

#### 1939
- Au revoir Mr. Chips (Goodbye, Mr. Chips) de Sam Wood
- Autant en emporte le vent (Gone with the Wind) de Victor Fleming
- Les Aventures d'Huckleberry Finn (The Adventures of Huckleberry Finn) de Richard Thorpe
- La Dame des tropiques (Lady of the Tropics) de Jack Conway
- Dancing Co-Ed de S. Sylvan Simon
- La Féerie de la glace (Ice Follies of 1939) de Reinhold Schünzel
- Femmes (The Women) de George Cukor
- Lucky Night de Norman Taurog
- Le Magicien d'Oz (The Wizard of Oz) de Victor Fleming
- Le monde est merveilleux (It's a Wonderful World) de W. S. Van Dyke
- Nick joue et gagne (Another Thin Man) de W. S. Van Dyke
- Ninotchka de Ernst Lubitsch
- On demande le docteur Kildare (Calling Dr Kildare) de Harold S. Bucquet
- Place au rythme (Babes in Arms) de Busby Berkeley
- Public Hero n°1 de J. Walter Ruben
- Remember? de Norman Z. McLeod
- La Ronde des pantins (Idiot’s Delight) de Clarence Brown
- Tarzan trouve un fils (Tarzan finds a son !) de Richard Thorpe
- Un jour au cirque (At the Circus) de Edward Buzzell

### Années 1940

#### 1940
- André Hardy va dans le monde (Andy Hardy meets debutante) de George B. Seitz
- Broadway qui danse (Broadway Melody of 1940) de Norman Taurog
- Camarade X (Comrade X) de King Vidor
- Le Cargo maudit (Strange cargo) de Frank Borzage
- Cette femme est mienne (I Take This Woman) de W. S. Van Dyke
- Chante mon amour (Bitter Sweet) de W. S. Van Dyke
- Chercheurs d'or d'Edward Buzzell
- En avant la musique (Stripe up the band) de Busby Berkeley
- Escape de Mervyn LeRoy
- L’Île des amours de Robert Z. Leonard
- Indiscrétions (The Philadelphia Story) de George Cukor
- Le Grand Passage (Northwest Passage) de King Vidor
- Little Nellie Kelly de Norman Taurog
- Monsieur Wilson perd la tête (I Love You Again) de W. S. Van Dyke
- Orgueil et préjugés (Pride and prejudice) de Robert Z. Leonard
- Suzanne et ses idées (Susan and God) de George Cukor
- The Shop Around the Corner d'Ernst Lubitsch
- Third Finger, Left Hand de Robert Z. Leonard
- Two Girls on Broadway de S. Sylvan Simon
- La Valse dans l'ombre (Waterloo Bridge) de Mervyn LeRoy
- La Vie de Thomas Edison (Edison, the Man) de Clarence Brown

#### 1941
- L'aventure commence à Bombay (They met in Bombay), de Clarence Brown
- Chagrins d'amour (Smilin' Through) de Frank Borzage
- La Danseuse des Folies Ziegfeld (Ziegfeld Girl) de Robert Z. Leonard
- Débuts à Broadway (Babes on broadway) de Busby Berkeley
- Des hommes vivront (Men of Boys Town) de Norman Taurog
- Docteur Jekyll et M. Hyde de Victor Fleming
- Duel de femmes (When Ladies meet) de Robert Z. Leonard
- The Feminine Touch de W. S. Van Dyke
- La Femme aux deux visages (Two Faced Woman) de George Cukor
- Folie Douce (Love Crazy) de Jack Conway
- Franc jeu (Honky Tonk), de Jack Conway
- Il était une fois (A woman's face) de George Cukor
- Johnny, roi des gangsters (Johnny Eager) de Mervyn LeRoy
- Lady Be Good de Norman Z. McLeod
- Les Marx au grand magasin (The Big Store) de Charles Reisner
- Les Oubliés (Blossoms In the Dust) de Mervyn LeRoy
- La Proie du mort (Rage in Heaven) de W. S. Van Dyke
- Rendez-vous avec la mort (Shadow of the Thin Man) de W. S. Van Dyke
- Souvenirs (H.M. Pulham, Esq.) de King Vidor
- Le Trésor de Tarzan (Tarzan's Secret Treasure) de Richard Thorpe
- La vie commence pour André Hardy (Life Begins For Andy Hardy) de George B. Seitz
- Viens avec moi (Come Live with Me) de Clarence Brown

#### 1942
- Les Aventures de Tarzan à New York (Tarzan's New York Adventure) de Richard Thorpe
- Cairo de W. S. Van Dyke
- Carrefours (Crossroads) de Jack Conway
- Croisière mouvementée (Ship Ahoy) de Edward Buzzell
- Danse autour de la vie (We were dancing) de Robert Z. Leonard
- La Femme de l'année (Woman of the year) de George Stevens
- La Flamme sacrée (Keeper of the flame) de George Cukor
- For Me and My Gal de Busby Berkeley
- I Married an Angel de W. S. Van Dyke
- Je te retrouverai (Somewhere til find you) de Wesley Ruggles
- Madame Miniver (Mrs. MIniver) de William Wyler
- Prisonniers du passé (Random Harvest) de Mervyn LeRoy
- Quelque part en France (Reunion in France) de Jules Dassin
- Rio Rita, de S. Sylvan Simon
- Sept amoureuses (Seven Sweethearts) de Frank Borzage
- Tondelayo (White Cargo) de Richard Thorpe
- Tortilla Flat de Victor Fleming

#### 1943
- L'Amour travesti (Slightly dangerous), de Wesley Ruggles
- Cabin in the Sky de Vincent Minnelli
- La Du Barry était une dame (Du Barry Was a Lady) de Roy Del Ruth
- Fidèle Lassie (Lassie Come Home) de Fred M. Wilcox
- Girl Crazy de Norman Taurog
- Lily Mars vedette (Presenting Lily Mars) de Norman Taurog
- Madame Curie de Mervyn LeRoy
- Mademoiselle ma femme (I Dood It) de Vincente Minnelli
- Parade aux étoiles (Thousands cherr) de George Sidney
- Un espion a disparu (Above suspicion) de Richard Thorpe
- Un nommé Joe (A Guy Named Joe) de Victor Fleming

#### 1944
- Les Blanches Falaises de Douvres (The white cliffs of Dover) de Clarence Brown
- Le Chant du Missouri (Meet Me in St. Louis) de Vincente Minnelli
- Le Corps céleste (The Heavenly Body) d'Alexander Hall
- 'Deux Jeunes Filles et un marin (Two Girls and a Sailor), de Richard Thorpe
- Les Fils du dragon (Dragon Seed) de Jack Conway et Harold S. Bucquet
- Le Grand National (National Velvet) de Clarence Brown
- Hantise (Gaslight) de George Cukor
- L'introuvable rentre chez lui (The Thin Man Goes Home) de Richard Thorpe
- Kismet de William Dieterle
- Madame Parkington (Mrs. Parkington) de Tay Garnett
- Le mariage est une affaire privée (Mariage is a private affair), de Robert Z. Leonard
- Trente Secondes sur Tokyo (Thirty Seconds Over Tokyo) de Mervyn LeRoy
- Trois hommes en blanc (Three Men in White) de Willis Goldbeck

#### 1945
- L'Aventure (Adventure) de Victor Fleming
- Escale à Hollywood (Anchor Aweigh) de George Sidney
- L'Horloge (The Clock) de Vincente Minnelli
- Frisson d'amour (Thrill of a Romance) de Richard Thorpe
- La Princesse et le Groom (Her Highness and the Bellboy) de Richard Thorpe
- Règlement de comptes (Keep your powder dry) d'Edward Buzzell
- Les Sacrifiés (They Were Expendable) de John Ford
- Sans amour (Without love) de Harold S. Bucquet
- La Vallée du jugement (The Valley of Decision) de Tay Garnett
- Le Verdict de l'amour (Perfect Strangers) de Alexander Korda
- Week-end au Waldorf (Week-end at Waldorf) de Robert Z. Leonard
- Ziegfeld Follies de Vincente Minnelli

#### 1946
- Cœur secret (The Secret heart) de Robert Z. Leonard
- Le Courage de Lassie (Courage of Lassie ou Blue Sierra) de Fred M. Wilcox
- Les Demoiselles Harvey (The Harvey girls) de George Sidney
- Du burlesque à l'opéra (Two Sisters from Boston) de Henry Koster
- Ève éternelle (Easy to Wed) de Edward Buzzell
- Le facteur sonne toujours deux fois (The Postman Always Rings Twice) de Tay Garnett
- Féerie à Mexico (Holiday in Mexico) de George Sidney
- The Hoodlum Saint de Norman Taurog
- Jody et le faon (The Yearling) de Clarence Brown
- Lame de fond (Undercurrent) de Vincente Minnelli
- La Pluie qui chante (Till The Clouds Roll By) de Richard Whorf
- Les Plus Belles Années de notre vie (The Best Years of Our Lives) de William Wyler
- Two Smart People de Jules Dassin

#### 1947
- Cynthia de Robert Z. Leonard
- La Dame du lac (Lady in the Lake) de Robert Montgomery
- Éternel Tourment (Cass Timberlane) de George Sidney
- La Femme de l'autre (Desire me) de George Cukor
- L'Île enchantée (High Barbaree) de Jack Conway
- Mac Coy aux poings d'or (Killer McCoy) de Roy Rowland
- Marchands d'illusions (The Hucksters) de Jack Conway
- Meurtre en musique (Song of the Thin Man) de Edward Buzzell
- Passion immortelle (Song of love) de Clarence Brown
- Quand vient l'hiver (If Winter Comes) de Victor Saville
- Sénorita Toréador (Fiesta) de Richard Thorpe
- Le Souvenir de vos lèvres (This Time for Keeps) de Richard Thorpe
- Vive l'amour (Good news) de Charles Walters

#### 1948
- Acte de violence (Act of violence) de Fred Zinnemann
- Ainsi sont les femmes (A Date with Judy) de Richard Thorpe
- La Belle imprudente (Julia Misbehaves) de Jack Conway
- Le Brigand amoureux (The Kissing Bandit) de László Benedek
- Cupidon mène la danse (Three Daring Daughters) de Fred M. Wilcox
- Dans une île avec vous (On an Island with You) de Richard Thorpe
- L'Indomptée (B .F.'s Daughter) de Robert Z. Leonard
- Ma vie est une chanson (Words and music) de Norman Taurog
- Parade de printemps (Easter Parade) de Charles Walters
- Le Pirate (The Pirate) de Vincente Minnelli
- Le Retour (Homecoming) de Mervyn LeRoy
- Tout le monde chante (It Happened in Brooklyn) de Richard Whorf
- Les Trois mousquetaires (The Three Musketeers) de George Sidney

#### 1949
- Guet-Apens (Conspirator) de Victor Saville
- Corps et Âme (The Doctor and the Girl) de Curtis Bernhardt
- Le Danube rouge (The Red Danube) de George Sidney
- La Dynastie des Forsyte (That Forsyte woman)
- La Fille de Neptune (Neptune's Daughter)
- L'Île au complot (The Bribe) de Robert Z. Leonard
- In the Good Old Summertime de Robert Z. Leonard
- Les Quatre Filles du docteur March de Mervyn LeRoy
- Madame Bovary de Vincente Minnelli
- Madame porte la culotte (Adam's Rib) de George Cukor
- Match d'amour (Take Me Out to the Ball Game) de Busby Berkeley
- Passion fatale (The Great Sinner) de Robert Siodmak
- Un homme change son destin (The Stratton Story) de Sam Wood
- Un jour à New York (On the Town) de Stanley Donen et Gene Kelly
- Ville haute, ville basse (East Side, West Side) de Mervyn LeRoy

### Années 1950

#### 1950
- Annie, la reine du cirque (Annie Get Your Gun) de George Sidney
- Cas de conscience (Crisis) de Richard Brooks
- Le Chant de la Louisiane (The Toast of New Orleans) de Norman Taurog
- Le Chevalier de Bacchus (The Big Hangover) de Norman Krasna
- La Clé sous la porte (Key to the City) de George Sidney
- La Dame sans passeport (A Lady Without Passport) de Joseph H. Lewis
- Les Heures tendres (Two Weeks with Love) de Roy Rowland
- L'Histoire des Miniver (The Miniver story) de H.C. Potter
- J'ai trois amours (Please Believe Me) de Norman Taurog
- Jamais deux sans toi (Duchess of Idaho) de Robert Z. Leonard
- La Jolie fermière (Summer stock) de Charles Walters
- Kim de Victor Saville
- Ma vie à moi (A Life of Her Own) de George Cukor
- Les Mines du roi Salomon (King Solomon's mines), de Compton Bennett
- Le Père de la mariée (Father of the Bride) de Vincente Minnelli
- La Porte du diable (Devil's Doorway) d'Anthony Mann
- Pour plaire à sa belle (To Please a Lady) de Clarence Brown
- Quand la ville dort (The Asphalt Jungle) de John Huston
- La Rue de la mort (Side Street) d'Anthony Mann
- Stars in My Crown de Jacques Tourneur
- Trois Petits Mots (Three Little Words) de Richard Thorpe
- Une rousse obstinée (The Reformer and the Redhead) de Melvin Frank et Norman Panama
- Voyage à Rio (Nancy goes to Rio) de Robert Z. Leonard

#### 1951
- Allons donc, papa ! (Father's Little Dividend) de Vincente Minnelli
- L'Amant de Lady Loverly (The Law and the Lady) de Edwin H. Knopf
- Angels in the Outfield de Clarence Brown
- Au-delà du Missouri (Across the Wide Missouri) de William A. Wellman
- Carnaval au Texas (Texas Carnival) de Charles Walters
- La Charge victorieuse (The Red Badge of Courage), de John Huston
- Convoi de femmes (Westward the Women) de William A. Wellman
- Le Grand Caruso (The Great Caruso) de Richard Thorpe
- It's a Big Country de Clarence Brown, Don Hartman, John Sturges, Richard Thorpe, Charles Vidor, Don Weis et William A. Wellman
- Jour de terreur (Cause for Alarm!) de Tay Garnett
- Laisse-moi t'aimer (Mr. Imperium) de Don Hartman
- The Man with a Cloak de Fletcher Markle
- Mariage Royal (Royal Wedding) de Stanley Donen
- Proprement scandaleux (Strictly Dishonorable) de Melvin Frank et Norman Panama
- Quo Vadis de Mervyn LeRoy
- Riche, jeune et jolie (Rich, young and pretty) de Norman Taurog
- Show Boat de George Sidney
- Too Young to Kiss de Robert Z. Leonard
- Un Américain à Paris de Vincente Minnelli
- La Vallée de la vengeance (Vengeance Valley) de Richard Thorpe

#### 1952
- Au pays de la peur (The Wild North) de Andrew Marton
- La Belle de New York (The Belle of New York) de Charles Walters
- Capitaine sans loi (Plymouth Adventure) de Clarence Brown
- Chantons sous la pluie (Singin' in the Rain) de Stanley Donen
- Les Ensorcelés (The Bad and the Beautiful) de Vincente Minnelli
- L'Étoile du destin (Lone Star) de Vincent Sherman
- L'Homme à la carabine (Carbine Williams) de Richard Thorpe
- L'Intrépide (Fearless Fagan) de Stanley Donen
- Ivanhoé (Ivanhoe ou Sir Walter Scott's Ivanhoe) de Richard Thorpe
- Mademoiselle gagne tout (Pat and Mike) de George Cukor
- Miracle à Tunis, de Richard Brooks
- My Man and I de William A. Wellman
- La Première Sirène (Million Dollar Mermaid) de Mervyn LeRoy
- Le Prisonnier de Zenda (The Prisoner of Zenda) de Richard Thorpe
- La Ruelle du péché (Glory Alley) de Raoul Walsh
- Scaramouche de George Sidney
- Une fois n'engage à rien (Just This Once) de Don Weis
- La Veuve joyeuse (The Merry Widow), de Curtis Bernhardt

#### 1953
- The Actress de George Cukor
- L'Appât (The Naked Spur) d'Anthony Mann
- Les Chevaliers de la Table ronde (Knights of the Round Table) de Richard Thorpe
- Le Cirque infernal (Battle circus) de Richard Brooks
- Confidentially Connie de Edward Buzzell
- Embrasse-moi, chérie (Kiss Me, Kate) de George Sidney
- Désir d'amour (Easy to Love) de Charles Walters
- La Femme rêvée (Dream Wife) de Sidney Sheldon
- La fille qui avait tout (The Girl Who Had Everything) de Richard Thorpe
- Le Joyeux Prisonnier (Small Town Girl) de László Kardos
- Jules César (Julius Caesar) de Joseph L. Mankiewicz
- Lili de Charles Walters
- Lune de miel au Brésil (Latin Lovers) de Mervyn LeRoy
- La Madone gitane (Torch Song) de Charles Walters
- Mogambo de John Ford
- Ne me quitte jamais (Never Let Me Go) de Delmer Daves
- La Perle noire (All the brothers were valiant), de Richard Thorpe
- La Plage déserte (Jeopardy) de John Sturges
- La Reine vierge (Young Bess) de George Sidney
- Saadia d'Albert Lewin
- Sergent la Terreur (Take the high ground) de Richard Brooks
- Sombrero de Norman Foster
- Tous en scène (The Band Wagon) de Vincente Minnelli
- Traversons la Manche (Dangerous When Wet) de Charles Walters
- Vaquero (Ride, Vaquero!) de John Farrow
- Vicky (Scandal at scourie) de Jean Negulesco

#### 1954
- Athena de Richard Thorpe
- Le Beau Brummel (Beau Brummell) de Curtis Bernhardt
- Brigadoon de  Vincente Minnelli
- La Dernière Fois que j'ai vu Paris (The Last Time I Saw Paris) de Richard Brooks
- Donnez-lui une chance (Give a Girl a Break) de Stanley Donen
- Les Fils de Mademoiselle (Her Twelve Men) de Robert Z. Leonard
- Flame and the flesh, de Richard Brooks
- Rhapsodie (Rhapsody) de Charles Vidor
- La roulotte du plaisir (The Long, Long Trailer) de Vincente Minnelli
- Les Sept Femmes de Barbe-Rousse (Seven Brides for Seven Brothers) de Stanley Donen
- Sur la trace du crime (Rogue Cop) de Roy Rowland
- Tennessee Champ de Fred M. Wilcox
- La Tour des ambitieux (Executive Suite) de Robert Wise
- La Vallée des Rois (Valley of the Kings) de Robert Pirosh
- Voyage au-delà des vivants (Betrayed) de Gottfried Reinhardt

#### 1955
- Les Aventures de Quentin Durward (The Adventures of Quentin Durward) de Richard Thorpe
- Beau fixe sur New York (It's Always Fair Weather) de Stanley Donen et Gene Kelly
- La Chérie de Jupiter (Jupiter's Darling) de George Sidney
- Les Contrebandiers de Moonfleet (Moonfleet), de Fritz Lang
- Duel d'espions (The Scarlet Coat) de John Sturges
- La Fille de l'amiral (Hit the Deck) de Roy Rowland
- Le Fils prodigue (The Prodigal) de Richard Thorpe
- Graine de violence de Richard Brooks
- Mélodie interrompue (Interrupted Melody) de Curtis Bernhardt
- La Pantoufle de verre (The Glass Slipper) de Charles Walters
- Les Pièges de la passion (Love Me or Leave Me) de Charles Vidor
- La Toile d'araignée de Vincente Minnelli
- Un homme est passé (Bad Day at Black Rock) de John Sturges
- Une femme en enfer de Daniel Mann

#### 1956
- La Croisée des destins (Bhowani Junction) de George Cukor
- Le Cygne (The Swan) de Charles Vidor
- Le Diabolique M. Benton (Julie) de Andrew L. Stone
- Diane de Poitiers (Diane) de David Miller
- Gaby de Curtis Bernhardt
- Haute Société de Charles Walters
- Invitation à la danse (Invitation to the dance) de Gene Kelly
- La Loi de la prairie (Tribute to a Bad Man) de Robert Wise
- Marqué par la haine (Somebody Up There Likes Me) de Robert Wise
- Passé perdu (These Wilder Years) de Roy Rowland
- La Petite Maison de thé (The Tea House of the August Moon) de Daniel Mann
- Planète interdite (Forbidden Planet) de Fred M. Wilcox
- The Rack de Arnold Laven
- Le Repas de noces (The Catered affair) de Richard Brooks
- Thé et sympathie (Tea and Sympathy) de Vincente Minnelli
- La Vie passionnée de Vincent Van Gogh (Lust for Life) de Vincente Minnelli

#### 1957
- L'aigle vole au soleil (The Wings of Eagles) de John Ford
- L'Arbre de vie d'Edward Dmytryk
- La Belle de Moscou de Rouben Mamoulian
- Le Carnaval des dieux (Something of Value) de Richard Brooks
- La Dernière chasse (The Last Hunt) de Richard Brooks
- La Femme modèle (Designing Woman) de Vincente Minnelli
- Femmes coupables (Until They Sail), de Robert Wise
- Les Girls de George Cukor
- L'Homme qui tua la peur (Edge of the City) de Martin Ritt
- Miss Ba (The Barretts of Wimpole street) de Sidney Franklin
- The Opposite Sex de David Miller
- La Petite hutte (The Little Hut) de Mark Robson
- Le Rock du bagne (Jailhouse Rock) de Richard Thorpe

#### 1958
- L'Amour coûte cher (High cost of Loving) de José Ferrer
- Les Aventures de Tom Pouce (Tom Thumb) de George Pal
- La Chatte sur un toit brûlant (Cat on a Hot Tin Roof) de Richard Brooks
- Comme un torrent (Some Came Running) de Vincente Minnelli
- Les Frères Karamazov (The Brothers Karamazov) de Richard Brooks
- Gigi de Vincente Minnelli
- Libre comme le vent (Saddle the Wind) de Robert Parrish
- L'Or du Hollandais (The Badlanders) de Delmer Daves
- Qu'est-ce que maman comprend à l'amour ? (The reluctant Debutante) de Vincente Minnelli
- Traquenard (Party Girl) de Nicholas Ray
- Le Trésor du pendu (The Law and Jake Wade) de John Sturges
- La Vallée de la poudre (The Sheepman) de George Marshall
- Monstres invisibles (Fiend without face) de Arthur Crabtree
- Grip of the Strangler ou The haunted strangler de Robert Day

#### 1959
- Ben-Hur de William Wyler
- Le bouc émissaire (The Scapegoat) de Robert Hamer
- Comment dénicher un mari (The Mating Game) de George Marshall
- J'ai épousé un Français (Count Your Blessings) de Jean Negulesco
- La Mort aux trousses (North by Northwest) d'Alfred Hitchcock
- La Nuit est mon ennemie (Libel) de Anthony Asquith
- La Proie des vautours (Never So Few) de John Sturges
- Une fille très avertie (Ask Any Girl) de Charles Walters
- Un mort récalcitrant (The Gazebo) de George Marshall
- Vertes Demeures (Green Mansions) de Mel Ferrer

### Années 1960

#### 1960
- L’Ange pourpre (The Angel Wore Red) de Nunnally Johnson
- Celui par qui le scandale arrive (Home from the hill) de Vincente Minnelli
- La Machine à explorer le temps de George Pal
- Ne mangez pas les marguerites (Please Don't Eat the Daisies) de Charles Walters
- Panique à bord (The Last Voyage) d'Andrew L. Stone
- Les Rats de caves (The Subterraneans) de Ranald MacDougall
- La Ruée vers l'Ouest (Cimarron) d'Anthony Mann
- Un numéro du tonnerre (Bells Are Ringing), de Vincente Minnelli
- Vénus au vison (BUtterfield 8) de Daniel Mann

#### 1961
- L'Américaine et l'amour (Bachelor in Paradise) de Jack Arnold
- Branle-bas au casino (The Honeymoon Machine) de Richard Thorpe
- Le Pont vers le soleil (Bridge to the Sun) d'Étienne Périer
- Les Quatre Cavaliers de l'Apocalypse (Four Horsemen of the Apocalypse) de Vincente Minnelli
- Le Roi des rois (King of Kings) de Nicholas Ray
- Tonnerre Apache (A Thunder of Drums) de Joseph M. Newman
- Le Train de 16 h 50 (Murder she said) de George Pollock

#### 1962
- Choc en retour (I thank a fool) de Robert Stevens
- La Conquête de l'Ouest (How The West Was Won) de John Ford et Henry Hathaway
- Coups de feu dans la Sierra (Ride the high country) de Sam Peckinpah
- Lolita de Stanley Kubrick
- Lumière sur la piazza (Light in the Piazza) de Guy Green
- La Plus Belle Fille du monde ou Jumbo, la sensation du cirque (Billy Rose's Jumbo) de Charles Walters
- Quinze jours ailleurs (Two Weeks in Another Town) de Vincente Minnelli
- Les révoltés du Bounty (Mutiny On The Bounty) de Lewis Milestone

#### 1963
- Dans la douceur du jour (In the Cool of the Day) de Robert Stevens
- Hôtel International (The V.I.P.s ou International Hotel)d'Anthony Asquith
- Il faut marier papa (The Courtship of Eddie's Father) de Vincente Minnelli
- La Maison du diable (The Haunting) de Robert Wise
- Un dimanche à New York (Sunday in New York) de Peter Tewksbury
- Un homme doit mourir (The Hook) de George Seaton

#### 1964
- L'Amour en quatrième vitesse de George Sidney
- Les Jeux de l'amour et de la guerre (The Americanization of Emily) d'Arthur Hiller
- La Nuit de l'iguane (The Night of the Iguana) de John Huston
- L'Outrage (The Outrage) de Martin Ritt
- Papa play-boy (A Global Affair) de Jack Arnold
- La Reine du Colorado (The Unsinkable Molly) de Charles Walters

#### 1965
- Le Chevalier des sables (The Sandpiper) de Vincente Minnelli
- La Colline des hommes perdus (The Hill) de Sidney Lumet
- Docteur Jivago de David Lean
- Le Kid de Cincinnati
- Lady L de Peter Ustinov
- Piège au grisbi (The Money trap) de Burt Kennedy

#### 1966
- La Blonde défie le FBI (The Glass Bottom Boat) de Frank Tashlin
- Dominique (The Singing Nun) de Henry Koster
- Frontière Chinoise (Seven Women) de John Ford
- Grand Prix de John Frankenheimer
- Les Plaisirs de Pénélope (Penelope) d'Arthur Hiller
- La Vingt-cinquième Heure de Henri Verneuil

#### 1967
- Le bal des vampires de Roman Polanski
- Blow-Up de Michelangelo Antonioni
- Les Comédiens (The Comedians) de Peter Glenville
- Croisière surprise (Double Trouble), de Norman Taurog
- Les Douze Salopards (The Dirty Dozen), de Robert Aldrich
- Loin de la foule déchaînée (Far from the madding crowd) de John Schlesinger
- Le Pistolero de la rivière rouge (The Last Challenge)
- Le Point de non-retour (Point Blank) de John Boorman

#### 1968
- 2001, l'odyssée de l'espace de Stanley Kubrick
- À plein tube (Speedway) de Norman Taurog
- Le Démon des femmes (The Legend of Lylah Clare) de Robert Aldrich
- Le Dernier Train du Katanga (The Mercenaries) de Jack Cardiff
- Que faisiez-vous quand les lumières se sont éteintes ? (Where Were You When the Lights Went Out?) de Hy Averback
- Micmac au Montana (Stay Away, Joe), de Peter Tewksbury
- Les Souliers de saint Pierre (The Shoes of the Fisherman) de Michael Anderson

#### 1969
- Destination : Zebra, station polaire (Ice station Zebra) de John Sturges
- The Extraordinary Seaman de John Frankenheimer
- Filles et show business (The Trouble with Girls) de Peter Tewksbury
- Goodbye, Mr. Chips de Herbert Ross
- La Valse des truands de Paul Bogart
- Quand les aigles attaquent (Where Eagles Dare) de Brian G. Hutton

### Années 1970

#### 1970
- Country Dance de J. Lee Thompson
- De l'or pour les braves (Kelly's heroes) de Brian G. Hutton
- Elvis Show de Denis Sanders
- La Fille de Ryan (Ryan's Daughter) de David Lean
- Un beau salaud (Dirty Dingus Magee) de Burt Kennedy
- Zabriskie Point de Michelangelo Antonioni

#### 1971
- The Boy Friend de Ken Russell
- Catlow de Sam Wanamaker
- Deux Hommes dans l'Ouest (Wild Rovers) de Blake Edwards
- Shaft de Gordon Parks
- Si tu crois fillette (Pretty Maids All in a Row) de Roger Vadim

#### 1972
- Alerte à la bombe (Skyjacked) de John Guillermin
- La Colère de Dieu (The Wrath of God), film de Ralph Nelson
- Fritz the cat de Ralph Bakshi
- Kansas City Bomber de Jerrold Freedman
- Les Nouveaux Exploits de Shaft (Shaft's Big Score!) de Gordon Parks
- Voyages avec ma tante (Travels with my Aunt) de George Cukor

#### 1973
- Échec à l'organisation (The Outfit) de John Flynn
- Le Fantôme de Cat Dancing (The Man Who Loved Cat Dancing) de Richard C. Sarafian
- Mondwest de Michael Crichton
- Pat Garrett et Billy le Kid de Sam Peckinpah
- Shaft contre les trafiquants d'hommes (Shaft in Africa) de John Guillermin
- Soleil vert de Richard Fleischer

#### 1974
- Il était une fois Hollywood (That entertainment Part I) de Jack Haley Jr
- Les Superflics (The Super Cops) de Gordon Parks

#### 1975
- Le Lion et le Vent de John Milius
- Mr. Ricco de Paul Bogart
- The Sunshine Boys d'Herbert Ross

#### 1976
- L'Âge de cristal de Michael Anderson
- Hollywood, Hollywood (That's entertainement Part II) de Gene Kelly
- Network, main basse sur la télévision (Network), de Sidney Lumet
- Vol à la tire (Sweet Revenge) de Jerry Schatzberg
- Carrie au bal du diable (Carrie) de Brian De Palma

#### 1977
- Adieu, je reste (The Goodbye Girl)
- Génération Proteus de Donald Cammell
- Un espion de trop (Telefon) de Don Siegel

#### 1978
- La Cible étoilée de John Hough
- Morts suspectes (Coma) de Michael Crichton

#### 1979
- Le Champion (The Champ) de Franco Zeffirelli

### Années 1980

#### 1980
- Fame d'Alan Parker
- La Formule (The Formula) de John G. Avildsen

#### 1981
- C'est ma vie, après tout ! (Whose Life Is It Anyway?) de John Badham
- Le Choc des Titans (Clash of the Titans) de Desmond Davis
- Deux filles au tapis (… all the Marbles) de Robert Aldrich
- Riches et Célèbres (Rich and Famous) de George Cukor
- Tarzan, l'homme singe de John Derek
- Tout l'or du ciel (Pennies from Heaven) de Herbert Ross
- Victor la gaffe (Buddy Buddy), de Billy Wilder

#### 1982
- L'Année de tous les dangers (The Year of Living Dangerously) de Peter Weir
- Rue de la sardine (Cannery Row) de David S. Ward
- Diner de Barry Levinson
- Où est passée mon idole ? de Richard Benjamin
- Pink Floyd The Wall d'Alan Parker
- Poltergeist de Tobe Hooper
- L'Usure du temps (Shoot the Moon) d'Alan Parker
- Victor/Victoria de Blake Edwards

#### 1983
- A Christmas Story de Bob Clark
- Brainstorm de Douglas Trumbull
- Octopussy de John Glen
- Les Prédateurs (The Hunger) de Tony Scott
- WarGames de John Badham

#### 1984
- 2010 : L'Année du premier contact (2010: The Year We Make Contact) de Peter Hyams
- Les Guerriers des étoiles (The Ice Pirates) de Stewart Raffill
- Mrs. Soffel de Gillian Armstrong

#### 1985
- L'Année du dragon (Year of the Dragon) de Michael Cimino
- Dangereusement vôtre de John Glen
- La Fièvre du jeu (Fever Pitch) de Richard Brooks
- Nom de code, émeraude (Code Name: Emerald) de Jonathan Sanger (en)
- Recherche Susan désespérément de Susan Seidelman
- Rocky IV de Sylvester Stallone

#### 1986
- Poltergeist 2 de Brian Gibson
- 9 semaines 1/2 (Nine 1/2 Weeks), d'Adrian Lyne
- Deux flics à Chicago de Peter Hyams
- Dream Lover d'Alan J. Pakula
- Mafia salad (Wise Guys) de Brian De Palma

#### 1987
- Beauté fatale de Tom Holland
- Éclair de lune de Norman Jewison
- La Folle Histoire de l'espace (Spaceballs) de Mel Brooks
- Froid comme la mort (Dead of Winter) d'Arthur Penn
- Un couple à la mer de Garry Marshall

#### 1988
- Jeu d'enfant de Tom Holland
- Masquerade (Mascarade) de Bob Swaim
- Poltergeist 3 de Gary Sherman
- Un poisson nommé Wanda de Charles Crichton
- Willow de Ron Howard

#### 1989
- Calendrier meurtrier (January Man) de Pat O'Connor
- Leviathan de George Cosmatos
- The Mighty Quinn de Carl Schenkel
- Ma belle-mère est une sorcière ( Wicked Stepmother) de Larry Cohen

### Années 1990

#### 1990
- La Maison Russie (The Russia House) de Fred Schepisi
- Stanley et Iris de Martin Ritt

#### 1991
- Harley Davidson et l'homme aux santiags (Harley Davidson and the Marlboro Man) de Simon Wincer
- Chienne de vie (Life Stinks) de Mel Brooks
- Thelma et Louise de Ridley Scott
- Un crime dans la tête (Delirious)
- Un été en Louisiane (The Man in the Moon) de Robert Mulligan

#### 1992
- CrissCross de Chris Menges
- Des souris et des hommes (Of Mice and Men) de Gary Sinise

#### 1993
- Benny and Joon de Jeremiah S. Chechik
- Cœur sauvage (Untamed heart) de Tony Bill
- Pas de vacances pour les Blues (Undercover Blues) de Herbert Ross
- Six degrés de séparation (Six Degrees of Separation) de Fred Schepisi

#### 1994
- Blown Away de Stephen Hopkins
- Chérie, vote pour moi (Speechless) de Ron Underwood
- Stargate la porte des étoiles (Stargate) de Roland Emmerich

#### 1995
- Get Shorty, Stars et Truands (Get Shorty) de Barry Sonnenfeld
- L'Île aux pirates (Cutthroat island) de Renny Harlin
- La Mutante 1 (Species I) de Roger Donaldson

#### 1996
- House Arrest, de Harry Winer
- Moll Flanders, ou les mémoires d'une courtisane (Moll Flanders) de Pen Densham (en)
- Les Hommes de l'ombre (Mulholland Falls) de Lee Tamahori

#### 1997
- Demain ne meurt jamais de Roger Spottiswoode
- Red Corner de Jon Avnet

#### 1998
- Comportements troublants (Disturbing Behavior) de David Nutter
- La Mutante 2 (Species II) de Peter Medak

#### 1999
- Le monde ne suffit pas (The World is not enough) de Michael Apted
- Premier Regard (At First Sight) d'Irwin Winkler
- Stigmata de Rupert Wainwright
- Thomas Crown de John McTiernan
- Carrie 2 : La Haine (The Rage : Carrie 2) de Katt Shea

### Années 2000

#### 2000
- Droit au cœur (Return to Me) de Bonnie Hunt
- Jardinage à l'anglaise (Greenfingers), de Joel Hershman (en)
- Supernova de Walter Hill

#### 2001
- Antitrust (Antitrust)
- Bandits, de Barry Levinson
- Beautés empoisonnées (Heartbreakers) de David Mirkin
- Hannibal de Ridley Scott
- Péché originel de Michael Cristofer
- La Revanche d'une blonde (Legally Blonde) de Robert Luketic

#### 2002
- Barbershop de Tim Story
- Carrie de David Carson
- Dragon rouge de Brett Ratner
- Feu de glace (Killing Me Softly) de Chen Kaige
- Meurs un autre jour (Die Another Day) de Lee Tamahori
- Mission Évasion de Gregory Hoblit
- Rollerball, de John McTiernan
- Windtalkers : Les Messagers du vent (Windtalkers) de John Woo

#### 2003
- La blonde contre-attaque (Legally Blonde 2: Red, White & Blonde) de Charles Herman-Wurmfeld
- Cody Banks, agent secret (Agent Cody Banks) de Harald Zwart
- Out of Time de Carl Franklin
- Une si belle famille (It Runs in the Family) de Fred Schepisi

#### 2004
- Barbershop 2: Back in Business, de Kevin Rodney Sullivan
- De-Lovely d'Irwin Winkler
- La Mutante 3 (Species III) de Brad Turner
- Rencontre à Wicker Park (Wicker Park) de Paul McGuigan
- Cody Banks, agent secret 2 : Destination Londres (Agent Cody Banks 2: Destination London) de Kevin Allen

#### 2005
- Be Cool, de F. Gary Gray
- Bleu d'enfer (Into the Blue), de John Stockwell
- Les Frères Grimm (The Brothers Grimm), de Terry Gilliam
- Nanny McPhee de Kirk Jones
- Une famille 2 en 1 (Yours, Mine and Ours), de Raja Gosnell

#### 2006
- Basic Instinct 2 de Michael Caton-Jones
- Casino Royale de Martin Campbell
- Copying Beethoven de Agnieszka Holland
- La Panthère rose (The Pink Panther) de Shawn Levy
- Rocky Balboa de Sylvester Stallone
- Les Soldats du désert (Home of the Brave) d'Irwin Winkler

#### 2007
- La Mutante 4 (Species IV) de Nick Lyon
- Mr. Brooks de Bruce A. Evans
- Le Goût du sang (Blood and Chocolate), de Katja von Garnier
- Lions et agneaux (Lions for Lambs) de Robert Redford
- Premonition de Mennan Yapo
- Rescue Dawn de Werner Herzog
- Une fiancée pas comme les autres (Lars and the Real Girl) de Craig Gillespie
- Tolérance Zéro (Walking Tall) de Kevin Bray (en)

#### 2008
- Charlie Bartlett de Jon Poll
- Pathology de Marc Schöelermann
- Deal de Gil Cates Jr. (en)
- College de Deb Hagan
- Quantum of Solace de Marc Forster
- Walkyrie (Valkyrie) de Bryan Singer

#### 2009
- La Panthère rose 2 (The Pink Panther 2), de Harald Zwart
- L'Attaque du métro 123 (The Taking of Pelham 123) de Tony Scott
- Fame de Kevin Tancharoen
- Deadly Impact de Robert Kurtzman
- Blondes pour la vie (Legally Blondes) de Savage Steve Holland
- Dead Like Me: Life After Death de Stephen Herek

### Années 2010

#### 2010
- La Machine à démonter le temps (Hot Tub Time Machine) de Steve Pink (en)

#### 2011
- Zookeeper : Le Héros des animaux (Zookeeper) de Frank Coraci
- Millénium : Les Hommes qui n'aimaient pas les femmes (The Girl with the Dragon Tattoo) de David Fincher

#### 2012
- 21 Jump Street de Phil Lord et Chris Miller
- Tous les espoirs sont permis (Hope Springs) de David Frankel
- Skyfall de Sam Mendes
- Le Hobbit : Un voyage inattendu (The Hobbit: An Unexpected Journey) de Peter Jackson

#### 2013
- Hansel and Gretel: Witch Hunters de Tommy Wirkola
- G.I. Joe : Conspiration (G.I. Joe: Retaliation) de Jon Chu
- Carrie : La Vengeance (Carrie) de Kimberly Peirce
- Le Hobbit : La Désolation de Smaug (The Hobbit: The Desolation of Smaug) de Peter Jackson

#### 2014
- RoboCop de José Padilha
- 22 Jump Street de Phil Lord et Chris Miller
- Hercule (Hercules) de Brett Ratner
- Si je reste (If I Stay) de R.J. Cutler (en)
- Le Hobbit : La Bataille des Cinq Armées (The Hobbit: The Battle of the Five Armies) de Peter Jackson

#### 2015
- Le Spa à remonter dans le temps 2 (Hot Tub Time Machine 2) de Steve Pink (en)
- Hot Pursuit de Anne Fletcher
- Poltergeist de Gil Kenan
- Max de Boaz Yakin
- 007 Spectre (Spectre) de Sam Mendes
- Creed : L'Héritage de Rocky Balboa (Creed) de Ryan Coogler

#### 2016
- Célibataire, mode d'emploi (How to Be Single) de Christian Ditter
- Barbershop: The Next Cut de Malcolm D. Lee
- Avant toi (Me Before You) de Thea Sharrock
- Ben-Hur de Timur Bekmambetov
- Les Sept Mercenaires (The Magnificent Seven) d'Antoine Fuqua

#### 2017
- The Belko Experiment de Greg McLean
- Everything, Everything de Stella Meghie
- Detroit de Kathryn Bigelow

#### 2018
- Every Day de Michael Sucsy
- Death Wish de Eli Roth
- Tomb Raider de Roar Uthaug
- Sherlock Gnomes de John Stevenson
- Overboard de Rob Greenberg (en)
- Operation Finale de Chris Weitz
- A Star Is Born de Bradley Cooper
- Millénium : Ce qui ne me tue pas (The Girl in the Spider's Web) de Fede Álvarez
- Creed 2 de Steven Caple Jr.

#### 2019
- Une famille sur le ring (Fighting with My Family) de Stephen Merchant
- Le Coup du siècle (The Hustle) de Chris Addison
- Mon étoile solaire (The Sun Is Also a Star) de Ry Russo-Young
- La Famille Addams (The Addams Family) de Conrad Vernon et Greg Tiernan

### Années 2020

#### 2020
- Valley Girl de Rachel Goldenberg

#### 2021
- Un homme en colère (Wrath of Man) de Guy Ritchie
- Candyman de Nia DaCosta
- Mourir peut attendre de Cary Joji Fukunaga
- Cyrano de Joe Wright
- House of Gucci de Ridley Scott
- Respect de Liesl Tommy (en)

#### 2022
- Dog de Reid Carolin et Channing Tatum
- Le Samaritain (Samaritan) de Julius Avery
- Creed 3 (Creed III) de Michael B. Jordan

#### 2023
- Ils étaient un seul homme (The Boys in the Boat) de George Clooney
- A Good Person de Zach Braff
- American Fiction de Cord Jefferson

#### 2024
- Road House de Doug Liman
- Blink Twice de Zoë Kravitz

#### 2025
- Mercy de Timur Bekmambetov
- L'Ombre d'Emily 2 (Another Simple Favor) de Paul Feig

#### 2026
- Projet Dernière Chance (Project Hail Mary) de Phil Lord et Chris Miller
- How to Rob a Bank de David Leitch